# スライム倒して300年、知らないうちにレベルMAXになってました
『スライム倒して300年、知らないうちにレベルMAXになってました』（スライムたおしてさんびゃくねん しらないうちにレベルマックスになってました）は、森田季節による日本のライトノベルおよびそれを原作とするメディアミックス作品。イラストは紅緒。略称は「スライム倒して300年」。

## 概要
元々は作者が趣味で「小説家になろう」へ投稿していた作品。後にGAノベル（SBクリエイティブ）で書籍化され、その後も「小説家になろう」での連載は書籍と並行して2021年11月18日（19巻収録分）まで続けられていたが、以降は書籍に一本化されている。また、シバユウスケの作画によりWebおよびアプリ「ガンガンONLINE」（スクウェア・エニックス）にてコミカライズされている。さらに、2021年からはテレビアニメが製作されている。
2016年11月14日にはGAノベルでの書籍化が決定。2017年4月4日にはコミカライズが決定。6月29日にはスピンオフの連載も決まり、7月11日にはドラマCD化が発表。8月19日にはGAノベルの公式ページが設置。2019年10月19日にはテレビアニメ化決定が発表された。
2021年4月時点ではドラマCDは計6枚出されている。また、計4作のスピンオフが執筆されている。スクウェア・エニックスの各Webサイトおよびアプリにて公開された中編の各スピンオフは原則として連載時は全6話で構成され、本編の単行本に収められた（『ヒラ役人やって1500年』のみ、コミカライズに合わせて大幅に加筆され、単行本化された）。さらにTwitterのアンケート結果に伴い「小説家になろう」においても短編のスピンオフが短期集中連載された。コミカライズも本編とスピンオフ2作の計3作が発表されている。コミカライズでは、漫画家オリジナルのストーリーも展開されている。

### スピンオフ
前述の通り、続編ものを1作として数えると計4作のスピンオフが執筆されている。スクウェア・エニックスの各Webサイトおよびアプリにおいては、3作の中編スピンオフが書かれている。さらに、「小説家になろう」においても2作の短編スピンオフが書かれている。さらに本編第18巻以降には書き下ろしの形で執筆されている。
『ヒラ役人やって1500年、魔王の力で大臣にされちゃいました』（ヒラやくにんやってせんごひゃくねん まおうのちからでだいじんにされちゃいました）はWebおよびアプリ「ガンガンONLINE（ガンガンGA）」で連載され、本編第5巻から第7巻までの巻末に収録されたあと、Webおよびアプリ「ガンガンONLINE（ガンガンGA）」にてコミカライズされ、原作の方も大幅な書き下ろしを加えてGAノベルから1冊の単行本として発売された。その後、新作となる第13話と第14話が本編第20巻と第21巻の巻末にてそれぞれ書き下ろし掲載された。
『エルフのごはん』はWebおよびアプリ「ガンガンONLINE（ガンガンGA）」およびアプリ「マンガUP!」で同時連載され、本編第8巻から第10巻までに収録された。
『レッドドラゴン女学院』（レッドドラゴンじょがくいん）はアプリ「マンガUP!」で連載され、本編第11巻から第13巻までの巻末に収録されたあと、「マンガUP!」にてコミカライズされている。また、Twitterでのアンケートの結果、「小説家になろう」において続編となる第7話『新生生徒会の受難』（だいななわ しんせいせいとかいのじゅなん）が先行して連載され、本編第16巻に収録された。その続編となる第8話以降は本編第18巻から第19巻までの巻末にて書き下ろし連載された。
『辺境伯の真っ白旅』（へんきょうはくのまっしろたび）の1エピソード『まったり師匠の自動的スパルタ教育』（まったりししょうのじどうてきスパルタきょういく）はTwitterでのアンケートに敗れたものの、投票数に大きな差が無かったことから、「小説家になろう」にて『新生生徒会の受難』に続いて連載され、本編第17巻に収録された。

## あらすじ

### スライム倒して300年、知らないうちにレベルMAXになってました
前世で過労死したOL相沢梓は、不老不死の魔女アズサ・アイザワとなって異世界に転生した。平和なフラタ村近くの高原で、前世で味わえなかったスローライフを満喫しつつ、生活費稼ぎとして毎日スライムを倒して細々と生きることおよそ300年、ある日ギルドの受付嬢ナタリーの提案により測定したことで、自分が「レベル99」となる最強の魔女となったことを知ってしまい、噂を聞きつけた者たちが次々と訪れるようになる。果てにはナンテール州最強と呼ばれるレッドドラゴンのライカからの挑戦を受け撃退するが、彼女からの申し出により弟子にすることになる。こうしてアズサの300年にわたる一人暮らしは終わりを告げた。新しくできた家族を守りながら、スローライフを満喫しようとしつつも、次々と新しい事情に巻き込まれるようになる。
アズサが300年間コツコツと倒してきたスライムの魂から生まれた精霊ファルファとシャルシャを娘に、上級魔族から指名手配を受けアズサに助けを求めてきたエルフの調薬師で社長のハルカラを2番目の弟子に迎え、またハルカラを指名手配した魔族の農相ベルゼブブとも仲の良い友達となる。さらに250年ほど前から行われているフラタ村の「踊り祭り」前日祭にて、初めて1日限定の喫茶店「喫茶『魔女の家』」を開いた後、ハルカラが近くのナスクーテ町に建てた新工場に現れた幽霊のロザリーを家に迎え入れるなど、種族も年齢も様々な家族が徐々に増えてゆく。
ある日、ライカの姉の結婚式に出席したアズサは、嫌がらせで結婚式の妨害に来たフラットルテたちブルードラゴンを撃退し、レッドドラゴンとブルードラゴンの間に停戦協約を結ばせることに成功する。このことが評価され魔王プロヴァト・ペコラ・アリエースから「魔族褒章」が送られることとなり、紆余曲折の上、魔王ペコラから「お姉様」と慕われるようになる。これによりフラットルテの主人となったほか、人間の王国内だけでなく魔族の国にも時々赴くようになる。ベルゼブブの秘書官であるリヴァイアサン姉妹のファートラとヴァーニア、ファルファがスライムの姿になってしまったときに出会い、ベルゼブブの弟子となったスライムの武道家ブッスラーなど、魔族の国でも関わる人たちが増える。また、魔女として鳴かず飛ばずだったため自分の偽物を演じていた魔女エノ、引きこもりだった猫獣人のアンデッドであるポンデリや、売れない吟遊詩人だったウサギの獣人ククなど、様々な人を助けていく。
そのように最強の魔女かつ立派な家長として振る舞ってきたアズサだが、ファルファとシャルシャが精霊の集会である「世界精霊会議」に招かれた際、水のしたたりの精霊でママと呼ばれる世話好きなユフフと出会い、この世界に来て初めて甘えることのできる母親のような存在ができる。また、ベルゼブブの家の庭である森で人の姿をしたマンドラゴラのサンドラを保護し、高原の家の菜園に3人目の娘のような存在として迎え入れる。これで、ライカを弟子にしてから約1年が経った頃には、高原にすむ魔女の家族は総勢8名となり、また、帰省先もできた。2年目の「踊り祭り」前日祭における喫茶『魔女の家』は、魔族のメンバーも含めて大々的に行われた。
王国各地の神殿で結婚立会人として祀られている松の精霊ミスジャンティーを助けたり、クラゲの精霊で画家のキュアリーナと出会うなど、精霊たちのと関わりも増えていき、さらに自分を不老不死にした女神メガーメガ神と再会する。そんな中、約5000年前に滅び伝説となっていた古代文明サーサ・サーサ王国の遺跡が発見され、そこで悪霊となって暮らしていたムーム・ムーム王たちとも仲良くなり、その古代魔法が魔族の国に伝わって魔族たちの魔法技術や活動範囲も広がってゆく。恩のあるメガーメガ神であるが、かなり緩くいい加減な性格であったことから、この世界に元からいた年神ニンタン神を怒らせてしまう。両者の仲を持つ羽目になったアズサは、メガーメガ神からの祝福を受け「レベル99」から「レベル神クラス」へと限界突破し、ニンタン神を武力で退けてしまう。このことからメガーメガ神だけでなくニンタン神にも頼られるようになり、神との関わりも増えるようになる。また、過去にも無意識に人助けをしてきたアズサは、あるとき謎の魔族ノーソニアから恩返しを受けることになる。
さらに、善のスライムの統合思念体である大スライムから、各地で倒されたスライムの魂から新たに生まれたファルファ・シャルシャの妹というべき精霊シローナの存在を教えられると、彼女を4人目の娘と考えて気に掛ける様になる。シローナはアズサに倒されたスライムを中心に生まれたわけではなく、冒険者として自立していたため家に来るのは断られたが、徐々に交流は増え心も開いてゆく。また精霊としてのアイデンティティーに悩んでいた月の精霊の占い師イヌニャンクと出会い、彼女を精霊の仲間に迎え入れるのを助け、祭典を開いて上げるなど、精霊との関わりもますます広がってゆく。魔族の国の宿駅伝に欠員が出た際、魔王陛下恩師臨時大学（魔臨大）の生徒として出場することになったアズサは、ペコラから即されたこともあるが、レベルMAXになってから初めて全力でことに臨み、ベルゼブブとの友情を再確認する。
あるときは知恵のあるスライムの哲学者賢スラに頼まれ、マーフォークの幽霊船船長イムレミコの力を借りてドライアドの賢者ミユミユクッゾコの元へ連れて行ったり、ニンタン神から小説家をめざす死神オストアンデを紹介されたり、ニンタン神を助けたときに譲られた財宝をナーガの鑑定士ソーリャに鑑定をしてもらったことで、ダークエルフの怪盗キャンヘインに狙われたり、地下世界に封印されていた旧神デキアリトスデの復活を阻止できなかったりなど様々な種族や神々との出会いも増えつつ、レベルMAXになってライカを弟子にしてから約2年の月日が経過した。3年目の「踊り祭り」前日祭では喫茶店を開く権利をミスジャンティーに譲っていたものの、結局はまた1日限定で喫茶『魔女の家』を行うことになった。
その後も、厄年について知るため運命の神カーフェンを尋ねたり、アズサと娘たち3人の誕生日を決めたり、ソーリャとキャンヘインの手伝いをした時について来たミミックのミミちゃんをペットとして迎え入れたりなどいろいろな騒動が起こる。また、ライカの元に竜王戦で競ったパールドラゴンのオースティラが再挑戦をしに来たりするなど、アズサ以外の家族にも出会いは増えてゆく。

### ヒラ役人やって1500年、魔王の力で大臣にされちゃいました
田舎の青果店出身である庶民の魔族ベルゼブブは、実家でダラダラと暮らしたあと1000歳を越えてから農務省に入り、1500年以上も出世を断りながらヒラ役人としてまたダラダラと安定した暮らしをしていた。しかし、新しく即位した魔王プロヴァト・ペコラ・アリエースにより、農相へ抜擢されてしまい、上級魔族となってしまう。仕方なく姿やしゃべり方を矯正し、秘書官のリヴァイアサン姉妹のファートラとヴァーニアの支援を受けながら、着々と大臣の仕事をこなし、立派な上級魔族になってゆく。
本作では、ベルゼブブが農相になってから本編に合流するまでの二百数十年間ほどが描かれている。

### エルフのごはん
エルフの娘ハルカラは自らが起こした製薬会社「ハルカラ製薬」の社長。社長業の1つである外回り営業における楽しみと言えばその土地ならではの食事である。今日も旅先で無事商談が成立し、お腹が空いたハルカラは、おいしそうなレストランや食堂を探すのだが……。
本作では、ハルカラが社長になって数年から本編に合流するまでの百数十年間ほどが描かれている。

### レッドドラゴン女学院
第1話 - 第6話
レッドドラゴンの娘ライカは、初等学校を卒業し、6年制のお嬢様学校レッドドラゴン女学院に入学する。そこでは、実の姉レイラが学院史上最強の生徒会長として君臨しているのであった。最強の姉レイラを越え、女学院最強のレッドドラゴンとなるため、ライカは日々精進する。同級生のヒアリス、修行同好会のショートカット先輩、そして生徒会書記のリクキューエンとの決闘を経て友情を育み、レイラが卒業を控えた間近となってついに姉との戦いに挑む。
本作では、ライカが入学した日から3年生になった日までの20年間が描かれている。
第7話 - 第9話
60年間の長きにわたって生徒会長として君臨していたレイラが卒業してからは、表面上は平穏であったものの、一部の生徒が引き起こす小さな問題が多数発生していた。ライカとリクキューエンは、それが「第二生徒会」を名乗る組織によるものと突き止める。
本作では、ライカが3年生になって少し経った時期が描かれている。

### 辺境伯の真っ白旅
生まれたばかりのスライムの精霊シローナは、魔法を学ぶため山奥に住んでいる魔法使いスライムことマースラの元へ訪れる。しかし、そこで待っていたのは、ひたすらマイペースな師匠と、想像を遥かに超えた生活であった。
本作では、本編開始後の時期を描いている。

## 登場人物
声の項はドラマCD版およびテレビアニメ版共通の担当声優。特に記載の無い場合、一人称は「私」で、アズサのことは「アズサさん」と呼ぶ。

### 「高原の魔女」とその家族
王国（人間領）北部にあるナンテール州の伯爵領にある平和な田舎、フラタ村近くの高原にある家に住む、アズサとその家族たち。家事は交代制。以下、家族になった順番で記載する。
アズサ・アイザワ / 相沢梓（あいざわ あずさ）
声 - 悠木碧
本作の主人公。前世で27歳にして過労死したOL。「高原の魔女」の二つ名で慕われている。見かけは17歳の少女だが、年齢は約300歳。
過労死後、あの世で「来世でとことん幸せに生きられる様にどんな願いでも叶える」と言う女神・メガーメガ神に「不老不死になって高原の家でスローライフを送りたい」と願い、女神の提案で見かけ17歳の不老不死の魔女として転生する。
メガーメガ神から与えられたフラタ村近くの高原の家に住み、時折村人と交流をしながら、前世で味わえなかったスローライフを満喫していたが、生活費稼ぎとして300年ひたすらスライムのみを倒して稼いだ経験値により「レベル99」とカンストしてしまい、膨大な魔力を持つに至る。
静かに暮らしたいという思いと、不死者であることから人と深く関わることは避けていたが、どちらかというと困っている人を放ってはおけない性格。そのため村人からは守り神のように慕われており、レベルMAXである事が露呈してからは色々な物事に巻き込まれるようになった。また、前世で無茶をして過労死した経験から、無茶をする人や自らの命を軽く考える相手には特に真摯に向き合い接する。慕われやすい性格であるためか、ヴァンゼルド城からエフォックへ「怪獣の旅」をした際に、途中の峠にいたシカやバジリスクに懐かれ、向こうから面会に来たこともある。
レベルがカンストしたため、多数の魔法がステータスに載っており、魔法創作能力もあるが、実際に使えるようになるには理論を学ぶ必要があるため、薬草魔女であることから必要以上の魔法にあまり興味の無いアズサは、後述の家事に使う魔法や、飛行魔法、ロザリーを着替えさせる魔法、子供たちを陰から見守るときなどに使う透明化の魔法など、一部の魔法を除けばさほど活用はしていない。魔族が使う魔法は発音が難しく覚えられないため、魔族の魔法はベルゼブブ召喚の魔法以外は使用していない。また、魔法だけでなく格闘術でも強さを発揮するようになったが、武術の心得があるわけではなく、高いステータスに物を言わせたゴリ押しに近い。雷撃などの攻撃魔法をあまり使用せず格闘ばかりするのは、普段あまり攻撃魔法を使わないことから手加減の方法がわからないため。防御力も高いが、毒キノコや薬草、魔法による状態異常への耐性は無い。また、幽霊や悪霊の類が苦手で、姿を顕現させていない幽霊は自力では視認できず、ベルゼブブと違い幽霊に触れたりもできない。後にニンタン女神と対峙した際、メガーメガ神の祝福を受けて「レベル99」から「レベル神クラス」へと限界突破した。
美しい部類に入るようであるが、スタイル（特に胸の大きさ）については多少のコンプレックスを持っている。また、家族に弱点と言われる程ネーミングセンスが悪く、歌などの創作についても評価はあまり高くない。一方、本人は全く意識していなかったが、ツッコミについての評価は高い。
本来の職業は薬草魔女であるにも関わらず、約250年の伝統があるフラタ村の「踊り祭り」前夜祭で村人たちの頼みを受けて「喫茶『魔女の家』」を開いたり、前世の日本のことを思い出して「食べるスライム」（饅頭）や「葉っぱスライム」（柏餅）などを作り出しているため、不本意ながら世間では「お菓子作りの魔女」としても知られてしまっている。
前述の通り静かに暮らしたいという思いから、ドラゴンや魔族など強い種族の前ではあまり行わないが、人間の前ではその力をなるべく隠すようにしている。ダンジョン攻略などをしなければならないときはフラットルテの提案でドラゴンの角を身につけて、ベルゼブブに付けられたアズザルドという偽名を使っている。他にも魔女の前ではアズ・リリリなどといった偽名を使ったこともある。プロティピュタンにより魔法僧正キュート・アビスへ変身させられたこともある。
家事は交代制と決めているが、洗濯はアズサが竜巻の魔法を使って行っている。また、食材や料理の冷凍なども魔法を駆使している。この世界に転生してきたのは5月中旬の後半という所までしかわからなかったため、正確な誕生時期のわからないファルファ・シャルシャ・サンドラと共に、5月17日を誕生日としている。
前世では黒髪の女性で、大学時代は温泉卓球サークル「ふわふわ」に所属していた。
ライカ
声 - 本渡楓
火竜レッドドラゴンの美少女。ショートカットで、見かけは13歳ぐらいの少女だが、年齢は約300歳で転生後のアズサとほぼ同い年。一人称は「我」。
元々はここ100年ほど、ナンテール州最強のドラゴンと呼ばれて少々高慢になっており、最強の魔女アズサの噂を聞き力比べを挑みに来たが、あっさりアズサに敗れたため弟子入りを志願。アズサの身の回りの世話をする条件で弟子としての同居を認められた。アズサのことは「アズサ様」と呼ぶ。
愚直で真面目な性格で、向上心が高く何事にも一所懸命だが、人前に出ることや容姿を褒められたりすることは苦手。ウェイトレス姿など、非常に制服が似合う。そのウェイトレス姿を「尊い…」などと褒められた時や、ブーガビー村のダンジョンへ向かう時にもドラゴンに扮装したアズサの作り物の角を見て「かわいすぎる」と赤面するなど恥ずかしがり屋なところがある。創作は不得手であり、作詞は直球すぎる内容、ぬいぐるみは首が変な方向に曲がった犬を作ってしまった。
チェスは、チェス選手権の「アンダー200歳の部」で準優勝したことがあるという腕前。
ドラゴンと人間の姿を使い分けることが出来、人間時に尻尾を隠すことが出来る。ドラゴン時には移動に使う巨大な翼竜としての姿以外にも窓から行き来出来るほどの小型竜の姿になれるなど、高い応用力を持つ。ドラゴン族なので魔力（マナ）は人間の姿に変身するときなどに使われるだけで、魔法への興味は薄いため使うことはできないが、勉強することが好きなため知識としては持っている。
最近結婚した姉レイラがいる。そのためか、師匠であるアズサを姉のように慕う部分があり、アズサからも妹のように思われている。表立って出さないが意外と独占欲がある模様で、時折嫉妬心を見せることがある。
料理は得意で、高原の家の中では一番の腕を持つ。ただし、ドラゴンであるため大量に作りすぎてしまうことがある。ドラゴンらしく肉は好きだが野菜も普通に食べる。ただし、セロリは苦手。火竜であるためか暑いのは平気だが寒いのは苦手。
後に本人には無断で「照れ顔のライカ」として『世界三大賢者人物事典』に載ってしまっている。
スピンオフ小説『レッドドラゴン女学院』の主人公。学年は1年生→2年生→3年生。ヒアリスらの同級生や後輩から慕われているが、本人はそれを苦手としている。女学院では髪を伸ばすのが普通であるため、セミロングである。入学して2週間で全ての部活動を体験して「50年に1人の逸材」と呼ばれるようになり、「生徒会長の妹」とは言われなくなった。ノエナーレに出会って師事したり、生徒会書記になってからはリクキューエンのサポートなどを受けたりして仲間とともに成長し、最強の生徒会長である姉レイラを打ち負かした。
生徒会と第二生徒会との対決の際には、戦えないセイディーにより会長代行に任命され、カラシーナと戦った。決着の後、カラシーナに替わる副会長となった。
役職は生徒会書記→生徒会長代行→生徒会副会長と替わっている。3年生になってから付けられた別名は「愚直のライカ」。
ファルファ
声 - 千本木彩花
アズサに倒された数多のスライムの魂が生んだ双子の精霊（姉）。見かけは10歳ぐらいの少女だが、年齢は約50歳。一人称は「ファルファ」。
深き森ベルグリアに生まれ、その中のアイデルという地域の小屋に住み、大スライムや孤児院の院長（故人）の支援を受けながら悪いスライムを倒す冒険者をしつつ、シャルシャと2人で暮らしてきたが、シャルシャの魔法が完成したことからシャルシャの復讐を伝える為にアズサの元へ訪れる。アズサのことは「ママ」と呼ぶ。
明るく活発な性格で好奇心も旺盛。家の周りではよくバッタを捕まえている。数学や理系科目が得意で大学教授にもなれるほどのレベル。マースラによる見立てではレベル35ぐらい。魔法よりも他の勉強への興味が深かったため、魔法を使うことはできない。身体能力は一般的な子供よりも上で、冒険者として活動できる程度だが、高原の家に来てからは特にそのような活動はしていない。
なお、生まれた瞬間を見たものがいるわけではないため、どちらが姉でどちらが妹かは彼女たちが感覚で決めたとのこと。明るく活発なのもあえてそう振る舞っている部分もあるらしい。一度、寝違えによりスライムの姿になってしまったことがあるが、体色は人間の姿の時の髪の毛の色と同じ濃い水色で、普通の大きさのスライムであり、会話は不可能だった。髪の毛は触手であり伸ばすこともできるが、ほとんど使ったことはない。
野菜はあまり好きではなく、セロリは苦手。正確な誕生時期がわからないため、アズサ・シャルシャ・サンドラと共に、5月17日を誕生日としている。
シャルシャ
声 - 田中美海
ファルファ同様、アズサに倒された数多のスライムの魂が生んだ双子の精霊（妹）。姉と同じく見かけは10歳ぐらいの少女だが、年齢は約50歳。一人称は「シャルシャ」。
生まれた理由から、倒されたスライムの恨みを晴らすべく50年掛けて魔力を蓄え、対アズサ特化の魔法「破邪〈高原の魔女〉」を携えアズサの前に現れる。破邪の魔法は対象を限定すればするほど効果が強まるため、アズサの魔法をことごとく無力化し追い詰めるが、アズサ以外には無力であったためライカに一撃で倒され、気絶している間に溜めた魔力も使い切る。その後アズサの介抱と説得によってアズサの子供（養子）となる。アズサのことは「母さん」と呼ぶ。
大人しく冷静な性格で、難しい言い回しを使う。アズサに甘える際も理論立てて主張する癖がある。歴史学や神学などの文系科目や幾何学が好きで、専門書をよく読んでいる。スライムを文化史方面から研究している人物は王国内にシャルシャを含めて2人しかいない。論文には「シャルシャ・アイザワ」と署名している。幽霊に詳しいと思われるヒゲが真っ白な学者先生などの知り合いがいる。絵を描くのも得意。魔法への興味は強いが、魔法は「破邪〈高原の魔女〉」しか学んでおらず、それで魔力を使い切ったため数十年は魔法を使うことができない。身体能力はファルファと同程度。
高原の家の家族の中でも一番年下であるため、妹分と言うべきサンドラが家族になったり、妹のシローナができたときは非常に喜んでいる。アズサを倒そうとしていたのは、母親が欲しくて素直になれなかったためであったらしい。姉と違い本編でスライムの姿になったことはないが、アニメのオープニングなどで髪の毛の色と同じライトグリーンのスライムに変身している。
姉と同じく、野菜はあまり好きではなく、セロリは苦手。正確な誕生時期がわからないため、アズサ・ファルファ・サンドラと共に、5月17日を誕生日としている。
ハルカラ
声 - 原田彩楓
エルフの娘で調薬師。見かけは20歳ぐらいだが、年齢は200歳以上（自称17歳と2500ヶ月）で、エルフとしては年頃の女性。一人称は「わたし」。
調薬師で自らの名前を冠した「ハルカラ製薬」の社長でもあり、「栄養酒」という名前の栄養ドリンクを製造・販売している。人間領のフラント州にあるエルフの自治区「善い枝（よいえだ）侯国」の都市ヒガシャマンの出身で、エルフ森林大学薬学部卒。
元は侯国内に工場を構えていたが、ベルゼブブに追われていた際に助けを求めてアズサの家に駆け込み、仮の師弟関係を装う。騒動の解決後、自身を庇うどころかベルゼブブを恐れる余り見捨てたフラント州や侯国の同胞たちに見切りをつけ、帰還することなくそのまま正式な師弟関係となってアズサの家に住み込むこととなった。「栄養酒」の工場も当時のナンテール州知事ゴルダーの嫌がらせを退け、フラタ村近隣のナスクーテ町に移転させた。アズサのことは「お師匠様」と呼ぶ。
かなりのやらかし体質で、うっかり毒キノコを食べたり、ペコラに頭突きを喰らわして気絶させ捕らわれたりしている。本人が何もしなくても危険の方から近づいてくる上に、身体・戦闘能力が無い為、自力でピンチを脱することができない。酒好きであるが酒に弱い。見かけはアズサより上で、社長であることから経済的にも自立しているため、アズサからは妹ではなく会社の後輩のように扱われている。同性愛者ではないがアズサに少し好意を抱いているような様子も見せ、「食われノンケ」と称してアズサに時折言い寄ることもある。
フラント州の一般的なエルフがスレンダーなのに対し、彼女は作中でも最もスタイルが抜群だといってよく、そのせいで故郷のエルフたちの間では浮きがちだったため、調薬師としての実績を残そうとして努力し成功した。しかし、本人が自身のスタイルの良さに余り自覚がないので慎みに欠けた行動を取りがちなこともあり、男性から言い寄られたり奇異の目で見られ易い。大きい胸はアズサのコンプレックスとなっている。胸の大きさは母親の遺伝。
実家には父親、母親、兄、40歳年下で美容師の妹が暮らしているが、皆ハルカラよりもいい加減な性格である。後に地元である善い枝侯国の領主・善い枝侯と和解した際、家族を自立させるため、善い枝侯国のフースミー地区に再建した新工場に家族を全員雇い入れている。なお、中でも最もまともなハルカラ妹はその後もネイルサロンでも働いている模様で、高原の家に来たこともある。
初めてライカの背中に乗ったときは乗物酔いで吐いてしまったが、後にある程度克服し、ナスクーテ町への工場への通勤や他地域への出張の送り迎えはライカとフラットルテが担当している。
スピンオフ小説『エルフのごはん』の主人公。よい食事を探すも、若いうちの大半は失敗であった。後にメガーメガ神の手により原宿に送られ、女子高生時代の梓と出会っている。
ロザリー
声 - 杉山里穂
幽霊（悪霊）の少女。15歳で死去し、死後約200年。一人称は「アタシ」。髪型はショートボブ。
かつてナスクーテ町のハルカラ製薬工場建設地に住んでいた商人の娘で、父から貴族に嫁げると言われていたが、実際はお金に困った両親によって遊郭に売られることが判り、悲観して首吊り自殺。以後、地縛霊として唯一のゆかりの地である家があった土地を守る為に余所者を追い払っていた。
ハルカラが幽霊騒動に困ってアズサに話し、ベルゼブブの力を借りて捕縛。一通りの話を聞いた後、成仏したくないという彼女の希望とアズサの提案により、ハルカラに憑依して高原の家へ移動、数々の方法でどうにかハルカラから分離し、一緒に住むことになった。住んでいた土地から離れたことで、土地に縛られることなく自由に移動できるようになり、ナスクーテ町にはアズサの助力も得ながら自己紹介して馴染んだことによって幽霊騒動も収束した。以降は一家の妹分となって、アズサのことは「姐（ねえ）さん」、ライカ、ハルカラ、フラットルテのことは「姉貴」または「姉御」と呼ぶ。
本人曰くかつては町でも評判のおしとやかな娘だったが、親に裏切られたことによって「グレた」とのことで、足を広げて座ったり、ぶっきらぼうな口調で話す。
幽霊であるためか、独特の価値観を持つ。また、幽霊なので壁などをすり抜けられ、ポルターガイストを使い物を動かすことが出来るため、家事の交代にも入っている。ただし、幽霊は食事をしないことから味見だけはできないため、料理の当番は手伝いにとどまっている模様。幽霊なので着替えはできなかったが、アズサがイメージを強化する魔法を作り、特別なときには着替えられるようになった。また、他人の魂の状態を視ることができる能力も持つ。
後に正確な死亡年が分かり、サーサ・サーサ王国で盛大な二百回忌が行われた。
フラットルテ
声 - 和氣あず未
冷気を操るブルードラゴンの娘。見かけは中高生ぐらいだが、年齢は400歳以上。一人称は「フラットルテ」「フラットルテ様」あるいは「アタシ」。ライカとは対照的に、寒いのは平気で暑いのが苦手で、人型の時も尻尾を隠さない。
元は「ブルードラゴンのイヤガラセ女王」と呼ばれていた、ブルードラゴンたちのリーダー格。ライカたちレッドドラゴンの一族とは対立関係にあり、ライカの姉の結婚式を妨害しようと襲撃をかけてきたが、たまたまライカの付き添いでその結婚式に出席していたアズサがそれを撃退し、アズサの監視のもとでライカたちと不戦条約を結ぶに至った。登場当初はアズサになかなか名前を覚えてもらえず「フラフラッテ」「フラフラタルト」「ココアラテ」だの適当な名前で呼ばれていた。
後にペコラが開いた魔族褒章の授与式で、ペコラの策略でアズサに頭の角を触られたことでアズサに服従する立場となる。しかし許可が無ければ水も飲まない極端な様子を不憫に思ったアズサから、服従の気持ちを捨て「自由に生きなさい」と言われたことで、従順ながら自由な自分を取り戻す。そしてアズサの従者として高原の家の同居メンバーの一人に加わった。アズサのことを母や姉のように慕い、アズサからも妹のように扱われている。アズサのことは「ご主人様」と呼ぶ。
勝負事が大好きでいつも暴れることに飢えているような脳筋思考の持ち主で、何かにつけてはライカと張り合おうとするが、どちらかというとライカの姉と腐れ縁で、年齢も約400歳とライカよりも年上。ゆえに高原の家の家族の中では最年長者なのだが、本人にも周りにもその自覚はない。ブルードラゴン全体が脳筋な性格であるが、フラットルテ自身は勉強をしていないだけで地頭は良く、時折聡明で思慮深い面も見せることがある。また、素の性格は清楚らしく、ストレスを発散しきってブルードラゴンとしての性分が消えると、ライカが引く程おとなしく真面目になる。
吟遊詩人のファンで音楽に造詣が深いなど、芸能・芸術の素質が高い。素人レベルだが、リュートが弾け歌も上手く、技術は高原の家で修行する前のクク（スキファノイア）よりも上。そのため、音楽的にはククの師匠的存在となっている。魔族主催のお笑い大会ではライカとコンビを組んで優勝し、似顔絵コンテストではユフフの点描画を描き上げて（子どもの大会ではあるが）最優秀賞を受賞している。
サンドラ
声 - 小倉唯
成長したマンドラゴラの少女。見かけは5、6歳ぐらいだが、年齢は300歳以上。一人称は「私」。植物であるため、動物とは異なる価値観を持つ。
マンドラゴラはただの植物だが、300年以上経つと人間のようにしゃべったり動き回ったりするようになるといわれており、実際に伝説の通りになった者。魔族領の戸籍にもそのような事例がない珍しいことである。現在の姿になった後、人間の家の近くで言葉を学習し、服も人間の真似をして着るようになった。威嚇のために動物の鳴き声を真似して吠えることがある。他の植物の声を聞くことができ、嫌みったらしい、寡黙などの性格も把握できる。
植物のため草食の動物や昆虫は敵。加えてマンドラゴラなので魔女やエルフは脅威の対象であった。危険を避けるため樹海化したベルゼブブ邸の庭に住んでいたが、年代物のマンドラゴラを求めていたエノとエノが集めた魔女たちに追われ、アズサに助けを求めた。アズサも騒動のきっかけを作ったこと、サンドラを人間と見なして放っておけなかったこと、そしてサンドラに助けを求められたことから、保護することを決め、サンドラは高原の家の菜園で暮らすことになった。ただ出会っていきなりハルカラを嫌がったりフラットルテに反抗したりする態度を見せたため、アズサから他のメンバーみんなと仲良くすることを高原の家で暮らす条件として言い渡されている。名前もアズサに考えてもらい、サンドラが「土が好きだ」と言ったことからそれに因んだ名前として、sand（砂）から名付けられた。アズサのことは「アズサ」と呼ぶ。
アズサにとっておそらく年上でありつつも3人目の娘として扱っているが、ツンデレ的な気質があるため、アズサからは手のかかる子供のように扱われている。また、ファルファとシャルシャからは妹のように扱われ、文字の読み書きや計算などを教えられており、文系のシャルシャと同レベルとなる大学入試試験を簡易化した数学の問題程度は解けるようになった。ただしサンドラのほうが年上であるため、サンドラから見れば2人は子供たちという扱い。
人の姿をしているが、植物なので身体は根っこ、髪の毛が葉である。そのため地表を長時間歩くことはできないが、土の中に潜って進むことができる。土の中に潜ったり、土の中を移動しても服は薄汚れる程度。口から水を飲むこともできるが、身体から吸収した方が効率が良いとして当初はあまり飲まなかった。動物とは体内が異なっているようで、消化が難しい為食物は摂らず、光合成で栄養を得る。そのため陽の光を何よりも好み、日の出とともに起床する。また、肥料で成長したこともある。ファルファ・シャルシャと異なり、体質的にお酒を飲むことはできる。しかし「根腐れする」ということで風呂に浸かることは出来ない。
自分の部屋はあるものの基本的には菜園で暮らしており、食事もしないため家事の交代には入っていないが、菜園で野菜を育てる手伝いはしている。むしろ、サンドラが来たことでおいしい野菜が育てられるようになった。ファルファ・シャルシャとフラタ村へ買い物に行くこともある。
正確な誕生時期がわからないため、アズサ・ファルファ・シャルシャと共に、5月17日を誕生日としている。
ミミちゃん
元は、ソーリャの営む骨董商店「古道具 一万のドラゴン堂」の倉庫に住んでいたミミック。1匹ついて来たため、ペットとして飼うことになった。命名はハルカラによる。

### 魔族領の住人
この世界における魔族とは、知能の高いモンスターの総称。人間に角と尻尾や羽が生えたような姿の者が多いが、ミノタウロスのような半獣半人のもの、イエティのようなほぼモンスターのような外見の者など様々な者がいる。獣人や、特別なスライムなどモンスターが突然変異した者、モノリスなど古代からいる者なども含まれることがある。クロウラーのように成長すると容姿が一変する者がいるため、その者は同一人物であることを証明するための申請書を出すことになっている。モンスターは人間領にもいるが、魔族は基本的にナンテール州よりも北方にある魔族の国（魔族領）において、城塞都市ヴァンゼルドを中心に暮らしている。魔族はかつて人間と敵対関係にあったが、500年ほど戦闘はなく、現在は融和政策がとられている。そのため、魔族の国と人間の王国との間に直接の国交はないが、個人単位で人間と交流のある魔族もいる。また、世界中のモンスターの管理や、人間の法では守られていないアンデッドなどを探し保護する活動もしている。修学旅行にはヴァンゼルドよりも遥かに北方にある世界樹に行くことが多い。大陸北部にあるため人間領北部と同じくパン食文化である。また、アズサの前世における日本のカレーパンに似た「強酸性の沼地パン」、カレーに似た「カルエー」、ラーメンに似た「ラー・メント」なども食べられている。基本的には人間とは少し違うスパイスの利いた味付けを好む。

#### 魔族の国の政府関係者
ベルゼブブ
声 - 沼倉愛美
「ハエの王」と呼ばれる上級魔族の女性。見かけは17歳ぐらいだが、年齢は約3000歳（アズサの10倍程度）。一人称は「わらわ」。魔族の国の農相で荘園も持つ。
外見は白銀の長髪に褐色の肌で、角と尻尾、折りたためるハエの羽が生えているほかは人間と変わらない。ハエに変身することもできる。ただ、あくまでもハエに近い要素を持っているだけで、虫の魔族ではないのでハエとは関係がない。また温泉好きなので意外と清潔である。魔族は寿命が長く子孫を残す必要も薄いため、生娘。
「栄養酒」のヘビーユーザーで、購入のためハルカラを追いかけていたところ、上級魔族の立場で指名手配書を出したことや、栄養酒を多用しすぎた結果過労で倒れたことが「栄養酒が魔族には毒だった」という噂となり、「毒殺しようとした復讐のためハルカラを襲おうとしている」と勘違いされてしまう。誤解が解けたあとはアズサと友好関係を結び、時々アズサのところに遊びに来るようになる。アズサのことは「アズサ」もしくは「おぬし」と呼ぶ。
アズサには召喚魔法も教えているが、会議中や残業中に呼び出されたり、アズサの発音がおかしくて木の枝に引っ掛けられたり冷めた風呂に落とされたりと散々な目に遭う。ファルファ、シャルシャ、後にサンドラをも気に入り、養女にしようとして時折「娘」と言ってはアズサに突っ込まれる。幼女化したアズサも守備範囲内。ベルゼブブからは当初アズサをライバル視している部分があったが、アズサからは頼れる「お姉ちゃん」扱いな部分がある。そのため、ファルファ・シャルシャたちから見ると頻繁に実家へ遊びに来る親戚の伯母さんのような雰囲気となっている。
好物は辛いもの。また実家が青果店と言うこともあって廃棄寸前の腐りかけた果物なども好んで食べていたことが、ハエの王を演出する一つの要素になっている。
なお、ペコラの魔法配信の影響もあり、魔族の国では魔王ペコラに振り回されている人という印象が広まっている模様。
スピンオフ小説『ヒラ役人やって1500年、魔王の力で大臣にされちゃいました』の主人公。ベルゼブブという名前は昔いた高貴な魔族にあやかって付けられたという。平凡な庶民の出で、実家は地方の青果店。1000歳を超えてから魔族の国の農務省へ就職し、1500年以上農業政策機構でヒラ役人を勤め、気楽な生活をする為に昇進の話も全て断っていたが、ペコラが魔王に就任した際に優秀な勤務態度を見抜かれ突然農相に抜擢されてしまった。その際に部下に舐められないように無理やり口調を貴族っぽいものに矯正したため、「わらわ」や「おぬし」、「〜なのじゃ」など若干喋り方が古臭い。
戦闘力も農相就任後に鍛え、農相になってから8ヶ月頃、イーヴルアイ（一つ目魔族）のベルガンディルのフルーツ農場へ視察に行った時は彼に対抗できるほどの力は無かったが、数年後には農務省の元権力者であるアルラウネのナストヤ卿を簡単に倒せるほど、魔族でもトップレベルの実力となった。
農相就任に際して貴族となったためペコラから3階建ての貴族屋敷も与えられたが、庶民出身で独身、ヒラ時代はアパート住まいだったベルゼブブは使用人も雇わず持て余してしまい、2階3階を始めとする日常生活に不必要な部屋は百年単位で放置して大量の埃と蜘蛛の巣で真っ白だった。広大な庭は本来はテラスがあったというが、ベルゼブブに与えられる前から放置されていたらしく、本編時点で500年以上手が入っておらずもはや樹海で、手入れが困難な状態。
本編の時点で農相になってからは二百数十年ほど経っている。温泉好きは農相になって100年を越えてから、農務省の研修でロッコー火山の温泉に行ったことがきっかけで、そこで幼少期のライカに出会い手合わせをしている。農相になってから200年を越えた35年以上前にはペコラと共にアイデルやフラタ村に行き、ファルファ・シャルシャやアズサとも出会っている。また、魔族の農地がフラットルテに迷惑を掛けられたこともある。いずれも皆はっきりとは覚えていない。
後に、ペコラの「第二形態が欲しい」という願いから悟りの道場での修行に付き合ったことで、コウモリのような巨大な羽も生えるようになった。
ファートラ
声 - 伊藤美来
ベルゼブブの秘書官で超大型魔族リヴァイアサンの女性。スピンオフによれば、ベルゼブブが大臣になったときからの部下。一人称は「私」で、ベルゼブブのことは「ベルゼブブ様」と呼ぶ。
人間態はベルゼブブやアズサと身の丈が変わらないが、変身すると「船」と形容されるほどの空を飛ぶ巨大なクジラの様な姿になり、背中には複数の建物が建っている。人間態は腰まで届く青いロングヘアーに前髪を七三分けにした髪型で、頭にヒレがある。
冷静かつ真面目な性格でそつなく職務をこなす。アズサの知る中では最も真面目な性格の人物の一人といえる。妹のことはいつも気に掛けている。
苔が好きで、湿気で執務室にカビが生えるほど飾ったことがある。苔に全身を沈める苔浴をすることも。また、本人は否定しているが、ラー・メントが好物である模様。
『ヒラ役人やって1500年』では、ヒラ役人から突如大臣に抜擢されたベルゼブブをいぶかしみ、監視するような発言をしていたが、やがてベルゼブブの努力を認め、一人前の大臣として扱うようになった。
ヴァーニア
声 - 小澤亜李
ベルゼブブの秘書官補佐のリヴァイアサンで、ファートラの妹。姉と同じくベルゼブブが大臣になったときからの部下。一人称は「わたし」で、ベルゼブブのことは主に「上司」と呼ぶが、名前を覚えていないわけではない。姉と同様のロングヘアーであるが、前髪をセンター分けにしている。
姉とは飛行と整備を交代で行い、飛行しない方が乗組員として接客を行う。姉とは反対にノリが軽いお調子者のポンコツ秘書で、仕事をサボって風呂に入ったり、飛行中に思い出し笑いをして大きく揺れてしまったり、大事な書類を廃棄と勘違いして暖炉にくべてしまったりする。一方、官僚になる前に調理師学校を出て調理師免許を取得しているほど、食が絡むと非常に熱心になる。賓客をもてなし、言われてから急遽作れるほど調理の腕も確かで、閑古鳥の鳴いていた農務省の社員食堂を自らの提案で立て直したこともあるが、性格故に料理人として独立して料理店を始めるようなことは姉に止められている。
ペコラ / プロヴァト・ペコラ・アリエース
声 - 田村ゆかり
見た目は中学生ぐらいの少女であるが、城塞都市ヴァンゼルドの中心にある魔族の王城であるヴァンゼルド城を治める魔王。年齢は少なくとも1000歳以上で、ベルゼブブよりは年下。前魔王の娘で、魔王になった際にベルゼブブを大臣に抜擢しているため、本編の時点で魔王になってからは二百数十年ほど経っている。一人称は「わたくし」。
魔王となってしまってからは叱ってくれる人が居らず、全員が自分の前では萎縮してしまうことを寂しく思っていたが、アズサに負けることで対等に接してくれる相手が出来た。
アズサのことが大好きで「お姉様」と呼んで慕う。小説を読むのが好きで、姉妹ものに憧れがあるほか、特に旅行ものを好む傾向がある。一方で思い付きで変なことをしたりいたずら好きで、気に入った小説の内容をあの手この手で再現しようしたり、狐獣人化するキノコをアズサに食べさせたりするなど、確信犯的にアズサや部下（ベルゼブブ）を振り回す。アズサには当初「プロヴァト」と呼ぶように勧めたが、「ペコラ」の方がかわいらしいという理由からそちらで呼ばれるようになった。
魔王に就任した際にベルゼブブをヒラ役人から大臣に抜擢したのは、業績だけではなく姉役にできるのではという考えもあったが、姉妹ものの嗜好が無く、また立場や公私混同を気にしたベルゼブブの遠慮もあって、残念ながらそこまでの関係にはならなかった。胸はイラストだと大きく見えるが、実際にはそうではなく見た目の年齢通りである。武力は魔王らしく魔族トップレベルでベルゼブブより強い。
忙しい魔王の仕事の合間に、アイドル活動をしたり、魔法配信をしたりしている。ファンの呼称は「ペコリスト」。
後に「第二形態が欲しい」という願いから悟りの道場での修行し、猫耳が生えるようになった。
賢スラ（けんスラ） / 賢いスライム
知能を持って生まれたスライムの一人。普通のスライムより二回りほど大きく黒い身体をしている。賢スラはアズサが名付けた呼び名。
ヴァンゼルド城の地下ダンジョンに住み、「存在」について考えている哲学者。人の言葉を話すことはできないが、自室の壁に書かれた文字へ身体を当てることにより、会話をすることができる。身体が黒いのは何度も壁にぶつけたため。
スライムになってしまったファルファの治し方について、マースラを尋ねるように勧めた。
ファルファとシャルシャが未確認飛行クリーチャー（UFC）シンポジウムで問答したときには、正体は「空飛ぶスライム」と突き止めた。そのときはサーサ・サーサ王国の古代魔法を応用したキーボードのようなパネルを開発してもらい、それで発言した。それ以降、普段は布の簡易キーボードで会話している。
世界三大賢者の一人だが、実際には世界三大賢者と呼ばれる人たちは300人から3000人ほどおり、賢スラは正しくは「世界三大会うのが難しい賢者」の一人である。
長らくヴァンゼルド城の地下室にて1人で命題に挑んでいたが、アズサと出会ったことで少々アクティブになり、ミユやモリャーケーなど各地の世界三大賢者へ会いに行くようになった。その際は、アズサに連れて行ってもらっている。
ブッスラー / 武道家スライム
声 - 伊藤彩沙
知能を持って生まれたスライムの一人。マースラと異なり、鍛錬を重ねたことによって少女の姿をとることができるようになった。見かけは少女だが、年齢は約300歳。一人称は「私」で、ベルゼブブのことは「ベルゼブブ師匠」と呼ぶ。ブッスラーは自分で名付けたものであるらしい。
アズサ達は、寝違えによって人型を保てずスライムになってしまったファルファの治し方を聞くため、人間領南部のケルネイという街で開かれていた武術大会に出場していたブッスラーに会った。
当初は「市井に交じって修行がモットー」や「純粋に強さを追求する為に世俗に関わりたくない」などと言っていたが、実際の所は武術大会の賞金等を得たためか、「人として生きるうえでお金の大切さを知り」、言動の端々にお金が絡む金の亡者になっている。
少なくともレベル20くらいの冒険者に勝てるほどの実力のスライムになり、その後も鍛錬を続けたため人の姿になれたとのことだが、ベルゼブブには敵わず、スライムを倒しまくっているアズサに対しては魂が危険を訴える。
武術大会終了後、優勝したアズサに弟子入りを志願したが断られ、ベルゼブブに（素性を知らずに）無理矢理弟子入りした。ベルゼブブからは節税方法などしか教わっていない。官僚ではないが、ベルゼブブやペコラから仕事が与えられたときは手当を貰っている。
「ブッスラー流スライム拳」の奥義は下段強キック（の繰り返し）で、そこからのハメ技を得意とする。後にヴァンゼルド城下町へ「ブッスラー道場」を開く。また、修業時代は「ブッスラー流皿洗い術」を駆使して無銭飲食を繰り返していたらしい。
ぎっくり腰でスライムの姿に戻ったことがあるが、体色はエメラルドグリーンで通常のスライムより一回り大きい。また、スライムの姿でも人の言葉で会話することができる。
道場の前にいた野良スライム「月謝不要一号」「二号」「三号」「四号」を飼うようになるが、本人はペットではなくただそこにいるだけと否定している。
セルヴァン
ヴァンゼルド城四天王最強の男。しかしアズサには敵わず、他の四天王共々一撃で伸されてしまった。コミカライズ版では名前すら言わせて貰えなかった。
ソーリャ
下半身が蛇である魔族、ナーガの女性。ヴァンゼルド城下町で骨董商店「古道具 一万のドラゴン堂」を営んでいる。また、魔王直属の鑑定員「鑑定騎士団」の正規メンバー。「〜（な）のですよ」が口癖。
アズサがニンタン女神からお礼に貰ったニンタン大聖堂の奉納品を鑑定して文化財保護をお願いし、ハルカラによりナスクーテ町郊外に「ハルカラ製薬博物館」が建てられた。
バークムーヘン
巨大な三つ目ゾウの魔族。モンスターや動物を研究している施設で働いているゾウの専門家。
オライエン
ヤギのような顔をしている、夢魔の女性。「トルーア第五初等学校」の校長を務めている。
多数の学校の校長の集まりで、「朝礼や式典での話がつまらない」という悩みから、「アズサのツッコミが上手くトークスキルが高い」というペコラの魔法配信を聞いて、教育委員会を通じてアズサに助けを求めてきた。
彼女は夢魔であるため、話を聞いているとすぐ眠気を誘発させ、悪夢を見せてしまうという校長として致命的な欠点がある。

#### 魔族の国の一般住人
ポンデリ
声 - 大野柚布子
猫の獣人の女性のアンデッド。死後約40年。一人称は「ボク」。
かなりものぐさな性格で、働くことが嫌で家に引きこもり、さらに食事も面倒臭がった結果餓死。そこに様々な偶然が重なってアンデッドとなった。その後、墓場警備員（いわゆる墓守）と称して、人間領のとある墓地の小屋に住み込んでいた。ただし、嵐で墓石が倒れたりしてもほったらかしであり、まともに働いていたとは言えない。
ベルゼブブ達魔族によるアンデッドの保護活動に巻き込まれたアズサが、エノが起こした偽者騒動の際に聞いた話を思い出し、ポンデリへの差し入れ（腐りかけのリンゴ）を持った人と出会って付いてきた為に遭遇。就労を拒絶する彼女に対し、アズサは彼女の趣味であるゲームを基に「ゲームをしてあげる屋」を提案。提案を受け入れてヴァンゼルド城下街に引っ越し「カードゲームショップ デッド・オア・アンデッド」の店主となる。
カードゲームショップではカードゲーム「ケット・ケットー」を開発、同ゲームのデザイナーとしても活躍している。またサーサ・サーサ王国の古代魔法を使った「ゲームセンター ポン☆デリ」の店長も兼務し、おもちゃの鑑定で「鑑定騎士団」の臨時メンバーに参加することもあるなど、引きこもり時代が嘘のように働くようになったが、本人にとっては引きこもり時代と同様に好きなことをしているだけで、働いているという自覚は無い模様。
後にはサーサ・サーサ王国の古代魔法の実用化デザイナーの第一人者のようになっており、ゲーム以外の分野でもちょくちょく見かけるようになる。
アニメ版では、世界精霊会議で積乱雲の精霊ミサミたちがしていた噂話から住んでいた集落を特定した。
クク（スキファノイア）
声 - 小岩井ことり
ウサギの獣人、アルミラージの女性。吟遊詩人（アズサの前世の日本で言うなればミュージシャン）。年齢は約80歳。一人称は基本的に「私」で、スキファノイア時は「吾輩」。
63年前にアルミラージの村を出て、「スキファノイア」名義で主に人間領の王都で活動していたが、あるとき路上ライブをするためにフラタ村を訪れていたところをアズサ達と出会う。
フラットルテ曰く、スキファノイアは遍歴型吟遊詩人のエモーショナル系のクライム系のデス系の孤独系寄りの巻き込み系（要するにデスメタル）であるとのことだが、実力的には中の下で、不人気のジャンルであることから売れていない。
フラタ村来訪時も資金難で食費を削っており、無理が祟ってライブ中に空腹で倒れてしまったところをアズサ達に保護され、一時的に高原の家で暮らすことになる。
高原の家に来た直後は引退することも考えていたが、アズサの説得で続けることを決めた。一方、デス系への拘りがあったが、フラットルテに諭されて拘りを捨てることも決める。スキファノイアの作風から脱却するために、アズサが家族による作詞コンペを企画。ファルファ・シャルシャとロザリーの作詞に感化され、本名で活動することを決め、新たな曲作りを始め、フォークソング系の作風となった。フラットルテとはある意味師弟的な関係となっている。
その後高原の家に遊びに来たベルゼブブに作った曲を披露、評価を得て魔族の音楽祭に招待され、成功を収める。以降は主に魔族領で活動し、吟遊詩人の収入で生活できるようになった。大会のテーマソングをまかされることも多いらしいが、暗い作風である上に、駅伝大会で補欠やドーピングを題材にするなど場違いな曲を歌おうとするため、そちらはあまり上手くいっていない模様。後にイヌニャンク主催の音楽フェスでスキファノイアの復活ライブも行っている。
ノーソニア
羽や触覚が出ていて、どう見ても何かしらの魔族であるが、人間だと言い張るツインテールの女性。
ある日高原の家に「旅をしていて道に迷ったので宿を貸してほしい」と訪ねてくる。しかし、7泊8日泊めてほしい、（フラタ村の宿に泊まることを勧めると）溺れるからフラタ村に行きたくない、水たまりに溺れる、文筆業という割には大荷物、サプライズが台無しになるから部屋を覗かないでほしい、高原の家の面々の身体を測る、部屋から轟音が出るなど不自然な言動をする。
その正体は、子供の頃は青虫の姿で、そのまま人間サイズ（以上）に成長、さなぎを経て蝶のような翼の生えた人間の姿になる魔族、クロウラー。
約230年前の幼少期、両親の巡礼の旅に同行してフラタ村に立ち寄った際、両親が買い物に行っている間に水たまりに落ちて溺れていたところをアズサに助けられた。約50年前に成人し、「ノーソニア商会」という服飾関係の個人事務所を建て、修行の成果で立派な服を作れるようになったため、恩返しで服飾類を作りに来た。ただし、アズサからは助けた当時は小さな青虫にしか見えていなかったため覚えられていなかった。
青虫の習性から、植物や野菜が好物。マンドラゴラのサンドラを見て「何だかおいしそう」と反応したこともある。
バンディードとケントーミ
ベルゼブブの両親。言葉に訛りがある。地方で青果店を営んでいる。住所はトハ郡ゴランタラ村アモド集落の南。ベルゼブブからは「おっとう」「おっかあ」と呼ばれている。
コミカライズ版『ヒラ役人やって1500年〜』第3話で大臣になったベルゼブブの様子を一緒に見に来た。後に2人とも本編にも登場。
上述の通り、ベルゼブブの両親は地方で青果店を営んでいるが、地方にありがちな専業店不足から羊や馬車まで売るようになり、豊富な品揃えによって人気が上昇。業績拡大し、今や5店舗構えるほどのやり手になっている。
ベルゼブブの角は母ケントーミ譲り。ケントーミは夫以上に訛りが強く、地元民以外には何を言っているか解らない。ヴァンゼルド城下町の通行人にも人間の言葉の方がまだわかると言われるほどで、アズサは当然ながら全く理解できなかった。
ユーユ
コミカライズ版『ヒラ役人やって1500年〜』のオリジナルキャラクター。温泉に住む種族の少女であり、温泉巡りが好きなベルゼブブに頼んで、一緒に自分の住む温泉を探してもらった。
後に原作にも逆輸入で登場。温泉系妖精と言う魔族で、一つの温泉に定住する種族にしては珍しく、他の温泉を知るために温泉巡りをしていたところ、ヴァーニアの背中にある大浴場を見つけてベルゼブブと再会した。
キャンヘイン
ダークエルフの怪盗で、「怪盗キャンヘイン」と名乗る女性。一人称は「余」。
「ハルカラ製薬博物館」に展示されていた「マコシア負けず嫌い侯の盾」を盗むために予告状を出してきた。これまでは予告状は盗んだ後に出しており、「後出し予告の奴」とも呼ばれていたが、この時初めて盗む前に出している。
実は、マコシア負けず嫌い侯の息子のトイアバル強情侯の子孫であり、マコシア負けず嫌い侯のものを一族の恥として集めてきた。先祖と同じく負けず嫌いな性格で、怪盗とはとても思えない力業の努力で盗もうとした。
王都の第八区花崗岩ガーゴイル通りと鷹匠通りの角にある四階建て集合住宅の二階の手前の部屋に住む。住所を公開しているが、以前は盗んだ後に時効が切れてから次の怪盗行為を行っており、先に予告状を出すようになってからは盗みに入る先に許可を取って怪盗行為を行っているため、警察に逮捕されることはない。
タラコスパゲがマコシア負けず嫌い侯の品を集めるようになってからは、別のエルフの先祖である無礼男爵というよりマイナーな人物の品を集めるようになっている。
モ-85209
アズサとライカを案内してくれた誠実なモノリス。気さくに話し（声は出さないため、正確には身体に文字を出し）てくれる。彼を含め、モノリスの名前は基本的に番号だけである。
モ-1 / 箱の翁（はこのおきな）
モノリスの長老。1000年に1度程度しか文字を出さないといわれ、本当にモノリスたちと同じ存在かは分からないが敬愛されている。
実際には魔族やモノリスよりも古代からいる、「神々の遊技場」と呼ばれる神たちが内部でゲームをするための空間であった。しかし意思はあり、自分の周りに集まったモノリスたちを子供のような者と認識している。
ダスキ
アンデッドの信者が多いミスドナ教の僧侶。アンデッドであること以外は普通のおじさんである。
土の中でタイムカプセルのように箱ごと埋まる「二十年土生行」をしている修行者の目印がわからなくなり、掘り返せなくなったところをアズサに解決して貰った。
ホルトトマ
狐耳獣人のアンデッドの女性。6、7000年前の魔王アスデーンの時代に「二十年土生行」で土の中に埋まった5年後、戦乱でミスドナ教の教会が失われて移転し、同じ地に再建するまで千年以上かかったことから目印が失われていたため、その長い間箱の中で修行を続けていたところをアズサたちに救われた。
数千年ぶりに地上へ戻り世界も大きく変わっていたことから、せっかくだし新しいものを試してみようとしたところでプロティピュタンに誘われて魔法僧正になる。だが、プロティピュタンが信仰対象となるにはあまりにも未熟な存在であったため、逆に修行させて鍛え直している。
ウーティラ
サイ男の料理人で、「発酵の暴君」の二つ名を持つ発酵料理のスペシャリスト。観客の前では尊大な態度をとるが、実際は礼儀正しい良い人。
「食の王決定戦」という大会でヴァーニアと料理対決（？）した。

### 精霊
精霊は、様々なところから自然に生まれる霊的存在。日本の八百万の神の如くジャンルわけが細かい。数十年に一度、精霊の親睦会である「世界精霊会議」を開いている。基本的には生まれたときからその姿で、瞬間移動ができたり、人から姿から見えなかったりする事ができる者もあり、存在を信じない人もいる。ミスジャンティーのように、人間の信仰対象として複数の神殿に祀られている、立ち位置的には神に近い者もいる。火の精霊など、同じ属性で複数の存在がいる者もある。
ファルファ

シャルシャ

フォラーン、ジャスヴァ、ミサミ
声 - 伊倉かこ （フォラーン）、宮園拓夢 （ジャスヴァ）、竹内恵美子 （ミサミ）
それぞれ、滝の精霊、火山灰の精霊、積乱雲の精霊。アズサたちが「世界精霊会議」で出会った、初めての精霊たち。スライムの精霊が水系統の精霊であることを教えてくれた。コミカライズ版およびアニメ第2期によればジャスヴァだけは男性の模様。
後にキュアリーナが波の精霊と間違えて会いに行った滝の精霊がフォラーンであるかどうかは原作、コミカライズ版共に明かされなかったが、アニメ版ではフォラーンであることが描かれた。コミカライズ版では後の姉妹結婚式の来賓席にて、フォラーンはキュアリーナやユフフと同じテーブルに招かれている。
風の精霊
本人は登場していないが、頻繁に話題に挙がる精霊の1人。フォラーン、ジャスヴァ、ミサミ、ミスジャンティーがアズサのことを知ったきっかけ、ユフフがファルファとシャルシャがアズサの高原の家に居ること（世界精霊会議の招待状を出すための宛先）を知ったのはいずれも「風の精霊の噂」としており、こういったことで話題に上がっている。
ユフフ
声 - 茅野愛衣
したたりの精霊。したたりは水の滴りの意で、水系統の精霊である。一人称は「私」もしくは「ママ」。ハルカラを越える爆乳。
ブーガビー村の近くにある滝の付近に住む。精霊の親睦会である「世界精霊会議」の事務担当を引き受け、新たに生まれる精霊を探すなどの世話好きな性格から「（ユフフ）ママ」と呼ばれている。風の精霊がもたらしたスライムの精霊（ファルファ・シャルシャ）の噂を聞き、世界精霊会議の招待状を出したことで、ファルファ・シャルシャと保護者として同伴したアズサに出会った。
この世界では自然に生まれてくる精霊と同様に親がいないにもかかわらず、多数の家族を抱えたアズサのことを気に掛け、母親代わりとなった。そのためアズサからはママと慕われ、田舎の実家に帰省するかのように関わっている。アズサのことは「アズサ」と呼ぶ。また、植物であるサンドラなどからもママと慕われている。
したたりの精霊であるため、彼女に長く抱きついていると服が濡れてしまう。
ミスジャンティー
声 - 田所あずさ
松の精霊。漁村であるタジン村近くにあるミスジャンティー神殿の総本社に住む女性。
夫婦松が結婚に御利益があるという話が広まったことで、結婚立会人の精霊として約500年前の全盛期には人間領の全国に神殿が建てられ結婚式であがめられていたが、約70年前にタジン村が新しく造られた街道から外れたことで参拝客が激減し、全国での信仰もすっかり衰えてしまった。神官たちを食べさせていくために姉妹愛を誓う儀式（疑似結婚式）などなりふり構わないプランを提案しているが、ブッスラー程がめつくはない。
基本的には姿を見せないようにしているため、人間には認識されない。松を操ることができる。語尾が「〜っス」等となる軽い口調で、神官にもそれは認識されている。
後に「喫茶『魔女の家』」を引き継いだ「喫茶『松の精霊の家』」をフラタ村とナスクーテ町の中間に開いている。喫茶店を開いてからは店長として常駐していることが多く、店員である神官にも姿を見せるようになった。
キュアリーナ
声 - 石見舞菜香
水系統の精霊であるクラゲの精霊。年齢は約60000歳から70000歳。
放浪の画家として生活している女性で、作風はかなり陰鬱。地元はノーフサンナー州ソコナム港から船で7時間のフォルナ島。口癖は「クラゲゲゲ」で、一発ギャグのように時々口にする。
クラゲとテレパシーはできるが、クラゲは何も考えていないことから何もできず、クラゲを操れるわけではないため、アズサから海のクラゲをどかすように頼まれたときは、肩たたき3分で波の精霊に依頼した。精霊の中でも高年齢のため、クラゲについて何かをするのは諦めている模様。クラゲを光らせる魔法を使うことはできる。
クラゲでは無いが、沼水晶といった類似する動物も管轄している。
波の精霊
本人は登場していないが、頻繁に話題に挙がる精霊の1人。海水浴の際や、近づけず島への上陸の際などに、キュアリーナに頼まれて波を操ってくれた。
シローナ
各地で倒されたスライムの魂から新たに生まれたスライムの精霊で、初登場時の年齢は約0、1歳。ファルファとシャルシャの妹となるが、見かけはアズサとさほど変わらないくらい。また、アズサに倒された分は数少ない事から、アズサのことは義理の母親扱い。一人称は「ワタシ」。
貴族でも何でもないが、冒険者としての箔を付けるため貴族風に行動し、「アイデル辺境伯シローナ」を自称している。マースラより魔法を習って、『この冒険者がすごい!』新人部門一位になるほど冒険者として活躍している。それによりファルファとシャルシャが暮らしていた家をほぼ宮殿に変えてしまった。大スライムを訪ねたアズサがシローナの誕生を聞き、家を訪ねたことで出会う。
白い物を非常に好み、髪は銀髪だが服は白。白い吹雪を出す魔法を使い、ホワイト・タイガーの激情の純白や白熊のシロクマ大公などを飼っている。シロクマ大公は穏やかな性格で知能が高いため、シローナが冒険に出かけている際には留守を預かって他の動物の面倒を見ている。また、ちょっとした用事ならばシローナとシロクマ大公の2人で出かけることも多い。
アズサは4人目の娘として扱っているが、上述のとおり生まれた経緯からアズサには素っ気ない態度を取り常に「義理のお母様」と呼ぶ。一方、ファルファとシャルシャのことは「お姉様方」と呼び慕っている。
スピンオフ小説『辺境伯の真っ白旅』の主人公。
イヌニャンク
ナスクーテ町にいた占い師の女性。アズサ達一家がナスクーテ町へ買い物に出た際、栄養酒工場の従業員から「露天で変わった店」の噂を聞いていたハルカラが話題にしたことから、「月のパワーを使って、びっくりするほどよく当たる！」と謳う胡散臭い路上占いが目に留まった。ナタリーやシローナを占っているところを見ていたところ、見られていることに気付いたイヌニャンクに声をかけられ、ハルカラも占ってもらうことにした。ハルカラの興味からイヌニャンク本人を占うようにリクエストし、イヌニャンクがそれに応えたことで自身の正体と悩みをぶちまけた。
その正体は月の精霊。名前は自分で総画数から判断し名付けた。見かけは大人の女性だが、年齢は約60歳から100歳。アズサのことは「アズサ」と呼ぶ。
占う際には「月のパワーが増幅する詠唱」と称して端から見ると珍妙に聞こえる歌を歌い、これを客にも歌わせる。
生まれてから自分が「月の精霊」であること以外何なのか分からず、アズサたちに出会うまでは他の精霊とも会ったことがなかった。30年程食堂でアルバイトをした後、「どうせなら、月に関係した仕事をしたい」と考えていたところ、天体占いの露天を見かけたことから自身も占い師を始めることを決め、各地を放浪していた。そして、アズサ達と出会ったことから他の精霊と知り合い、ミスジャンティーに頼まれ、ミスジャンティー神殿の総本社の前で「月の導き」という占いの店を開くことになる。
アズサ達との出会いから他の精霊との交流が生まれ、また、アズサ達と出会う前から占い師として技術を磨き上位二割に入ると言う程そこそこ成功していたが、キャリアを積む程に「月の精霊って、つまり何なんだよ」という悩みは深まる一方であり、月への干渉も力の行使も出来ないことから無力感も募らせ、精霊達のお月見会で再び悩みを爆発させる。月へ行くとまで言い出したが、早々に頓挫して落ち込む。何か月の精霊らしいことをさせたいと考えたアズサは、近頃お祭りだらけだったことから「お祭りができないか」と口にし、イヌニャンクが「歌うのか」と返したことから「月の精霊を讃える」という主旨の音楽フェスを思いつく。ククを始め月に関する吟遊詩人を集めた音楽フェスは成功を収め、抱えていた悩みを晴らすことができた。
後に星の精霊がヒトデの精霊を兼任することになったことから、彼女からの提言で新設されたタコの精霊を兼任することになった。ロザリー曰くこれは魂に微妙な変化をもたらしているとのことで、自身や対象者を巨大な気泡で包む魔法が使えるようになっており、また、タコと意思疎通ができるようになっている。魔法の詠唱にも珍妙な歌を歌う。
モリャーケー
アスファルトの精霊で、「断食のモリャーケー」として『世界三大賢者人物事典』に載っている約3000人の賢者の一人。約1000年前から改訂されていない『精霊事典』にも載っている。一人称は「拙僧」。
賢スラの「他の世界三大賢者に合いたい」という要望で砂漠芸能事務所に所属している彼女に会いに行った。ペコラによる魔法配信に映っていたときは非常に俗な人物であったが、実は芸能事務所の意向に合わせた演技に過ぎず、素は真面目な隠者である。隠者としての悩みの結果、断食をしたことがあったり、芸能事務所に所属してキャラを変えたりしていただけであった。
ぬいぐるみ寺院で祀られている火の精霊
ぬいぐるみ供養の寺院、通称ぬいぐるみ寺院で祀られている火の精霊。神事に使うたいまつの関係で親交のあるミスジャンティーによれば火の精霊としては二流であるとのこと。
ぬいぐるみ寺院で供養のために集められたぬいぐるみに悪霊が入り飛び回っていた問題で、ミスジャンティーを通じて「ぬいぐるみに入って騒ぎ立てることに対する遺憾の意のコメント」を送ってきた。
本人は登場しておらず、本名も不明。
エンタコス
風の精霊。
バルフェン
粘土の精霊で、陶芸家の女性。一人称は「ワタシ」で、「〜ぞな」が口癖。
神であるニンタンにも全く物怖じしない性格で、実用的な陶芸品を工房で製作している。感銘を受けたシャルシャが弟子入りを志願するほど。
割れてしまったニンタンの聖杯の代わりとなる新しい聖杯の制作を頼まれ、その制作期間である2週間、シャルシャが弟子入りの代わりとして親元を離れ泊まり込みで見学をした。
ヴェノジェーゼ
サメの精霊。エイも担当している。サメのかぶり物を被って棍棒を持ち、子供たちによい子かどうか尋ね、よい子ならばお菓子をあげている、縁起物のような精霊。アズサの元いた世界でいうナマハゲによく似た活動をしている。
元は海岸にある彼女への信仰地で活動していたが、近年は内陸部へも進出し、知り合いの紹介を経て訪れている。メガーメガ神の信仰もしている模様。

### 神
この世界は多神教で、長命の種族も多く、信仰対象の精霊もいることから、神と呼ばれる対象も曖昧であるが、人間の神学では多くの人から神と認識される存在が神であるとされている。あるとき、西部地方の守護神から北部地方の守護神へ当てた言葉が神殿に現れるという（電子メールの誤送信のような）奇跡が起こり、その内容から古来の伝統神の権威が失墜し、流行神が増えるようになった。魔族は基本的に人間の神話にも登場する魔王の祖先のみを神として信仰しているため、他の神についてはあまり興味を示さない。またドラゴン族は基本的に神を信仰していない。基本的には目に見えないところにいるが、メガーメガ神のように人前に姿を現して各地を廻る遊行神もいる。メガーメガ神が語る神の世界の話によれば、神には複数の階級があり、天界にいて複数の世界を統括する神と、下界（この世界やアズサの前世の地球など）で活動する神がいるとのこと。この世界には月の神などもいるが、別の天体は別世界という扱いであり、能力的に天体を越えることはできず、月に行くことはできない。サーサ・サーサ王国で信仰されている猫神のような、猫を擬人化しただけで実在しない神格もある。王国北部では邪神が、王国西部のティッテリア州では、300日間走り続けたクリゴ神、カニの姿のドーラク神、フグの姿のテッチーリ神などが祭られている。他にも、聖マドクワが信仰していたショカッキー神などがいる。
メガーメガ神
声 - 井上喜久子
前世で過労死したアズサを不老不死の魔女にして高原の家近くに転生させた女神。この世界では流行神かつ遊行神。一人称は「わたし」。アズサからは「メガーメガ神様」と呼ばれている。
元はアズサの前世の世界を含む複数の世界を統括する神であった。下界の人とふれあうため天界から降りてきたといっているが、実際は女性ばかりひいきにすることを性別の平等に反すると問題視されて左遷され、アズサが転生した世界に下ろされた。
左遷後は「徳スタンプカード」を配り、細かい善行を薦める活動をしている。神そして流行りのメガーメガ神の話をシャルシャとしていたアズサがハルカラから州都ヴィタメイでトークショーが行われることを聞き、会場に訪れたことで再会する。ただ、アズサは転生される際にメガーメガ神と初めて会った時に特に名前を聞いていなかったため、メガーメガ神と聞いてもピンと来ていなかったが、トークショーで再会した時に「あの時の」と初めて気付いた。
この世界に存在する神と比べて高位の存在であるため能力はあり、武力もこの世界の武神に匹敵するが、かなりいい加減で緩い性格。メガーメガという名は本名ではなく、女神をもじったもの。
徳スタンプカードの配布を巡ってニンタン神とトラブルになる。その際同伴で来ていて庇ってくれたアズサに「ゴールド徳スタンプカード」を進呈したが、このカードは特別なもので、レベル99でカンストしていたアズサのステータスを限界突破させレベル神クラスに引き上げてしまった。
アズサにしか通じない、アズサの前世の日本の言葉を使うことも多い。ニンタン神とは、騒動後も箱の翁で一緒に遊ぶなど、行動を共にしていることが多い。ニンタン神を弄ってはよくカエルにされているが、カエルの姿も気に入っているらしい。
アズサが17歳の姿で転生したのは、原作では不老不死になるならば若い姿の方がいいだろうという配慮からであったが、コミカライズ版およびアニメ版では17歳が好みだからという理由になっている。
ニンタン神
声 - 真堂圭
この世界の創世の神の一人で、人間に古くから祀られている女神。一人称は「朕」。耳はエルフよりも尖っている。
年の管理をする神で、そのため人間領では「ニンタン女神」として祀られ、数多くの神殿がある。王都近郊の街ニンタニアがその中心地。1000年以上前にニンタン大聖堂が造られた。
伝統を重んじる保守的な性格で、不敬な相手をカエルに変えてしまうという気難しい性格で知られる。一方、ぼっち気質のオストアンデやカーフェンを気に掛けているなど、面倒見は悪くない模様。
御機嫌取りに来たメガーメガ神を圧倒するが、一つの世界の神でしかないため、メガーメガ神よりは下位の存在であり、武力では負けそうになる。隙を見てメガーメガ神をカエルに変えるが、祝福を受けレベル神クラスにレベルアップしたアズサには敵わなかった。以降はアズサを対等の相手と扱っており、頼ることも多い。アズサのことは「アズサ」と呼び、アズサには「ニンタン」と呼ばせている。
オストアンデ
死神。外見はサンドラと同じぐらいの幼女だが、大量の髪の毛に覆われており、普段はその中に身を隠している。髪の毛は触手のように使うこともできる。一人称は「小生」。
基本的に神の寄り合いにも集まらず一人で暮らしており、ニンタンからは案じられて時々様子を見に来られていた。
約500年前から小説を書くことを趣味としており、新人賞に送り続けているものの酷評されている。仕事は基本的に部下の中級死神から来た決裁書に判を押すだけで、長らく現場には出ていないため、書く小説も引退した社員の書く自伝のようになってしまっている。メガーメガ神曰く、転生先なども死神が決めるため、この世界は他の一般的な世界よりも死神の権限が強いとのこと。ただしそれでも、ゲームの即死魔法のような力の行使は「ものすごく責任問題になる」からできないとのこと。
作家らしさへのこだわりから、喫茶店で執筆作業をする必要があると考えているため、サーサ・サーサ王国に作られたねこ喫茶の常連となっており、喫茶『松の精霊の家』の常連になろうとしようとしたこともある。
デキ / デキアリトスデ
旧神。アズサには英語混じりに訛った話し方で聞こえる。一人称は「ワターシ」。旧神らしく発音しにくい名前であるため、アズサは「デキさん」と呼んでいる。
賢スラとミユが古代粘土板を解析したことにより、魔族が生まれるよりもずっと前に、魔族領にある夢魔の町、地底都市ヨーストスの地下に封印されていたことがわかったが、ヨーストスの拡張によりそれが解かれてしまった。
実際にはニンタンと同じくこの世界の創世の神で、あまりにも絵心がなくデキアリトスデが生み出したプロティピュタンからも否定されるほど不安な造形しかしないため、他の神と別れて地下に封印され、地上の生物にはとても直視できないクリーチャーを生成して生活していた。あらゆる姿に変わることができるが、自分で考えた複雑なものは酷い有様で、地上の生物の姿はスライムぐらいしかコピーできなかった。後にコンテストで描かれた女神の絵を元に安定した姿になった。
カーフェン
運命の神。一人称は「僕」で、アズサのことは「高原の魔女さん」と呼ぶ。
「運命の神」らしさにこだわる女神で、キャラ作りが激しいことから、あまり友達がおらず、ニンタンからは案じられている。

### サーサ・サーサ王国
サーサ・サーサ王国は、人間領南部に存在する西ノストムリア山脈のふもとにある樹海の中で、約5000年前に栄えていた、人間の世界でも最古級の古代文明。古代エジプトに似ており、ピラミッドに似た王墓がある。その下には、庶民住宅街区と呼ばれる集合住宅型の一般市民の集合墓地がある。謎の文明として伝承されてきた。実際には古代の疫病で滅んだ後、皆が悪霊として楽しく暮らしてきたため、一般人が近寄らないように努めていたが、キュアリーナが描いた絵をきっかけにアズサ達に発見された。アズサの感覚では前世日本の関西に文化が似ており、内陸地だが海岸よりタコを輸入して作られる、「紅き魔の宝珠」というたこ焼きにそっくりな名物料理があった。「黒緑色をした死の泥炭地」（お好み焼き）は、聖マドクワの伝承とともに北部ナンテール州の町ウィドンに「ソースパン」として伝えられ、「トラの祭り」で振る舞われている。
ムー / ムーム・ムーム
声 - 矢野妃菜喜
サーサ・サーサ王国第五十七代国王。古代エジプト風の少女の幽霊（悪霊）で、国王なので特別に身体は残っており、魔法で動かしているため、どちらかというとアンデッドに近い。15歳で死亡し、死後約5000年。一人称は「うち」で、アズサのことは「アズサ」と呼ぶ。周りには「ムー」と略して気軽に呼ぶように勧めている。
アズサには魔法による翻訳で関西弁に似て聞こえるコミュニケーション用の言語、神聖王国語で話す。ほとんど関西人気質。
上流階級の者は満足して死んだため、神聖王国語を話す人間で悪霊になったのは自分だけであり、標準王国語を話す人間とはノリが合わず、3000年ほどで飽きて引きこもっていた。引きこもり中、王墓内に古代魔法を使い、2000年掛けて魔法の石板でダンジョンのプログラムを作っていたが、完成しないうちにアズサたちに攻略されてしまった。
ロザリーと友達になって立ち直り、高原の家へ遊びに来るようにもなった。2000年引きこもっていたため運動不足であり、自力では一歩動くことすら大変である。そのため魔法で身体を浮かせている。魔族の国と契約してお互いの魔法技術を交換し、技術の発展にも寄与している。
ナーナ・ナーナ
声 - 近藤玲奈
サーサ・サーサ王国の王墓周辺にいる数千人の悪霊を束ねるメイド長兼大臣の幽霊。古代エジプト風の外見だが、露出の多いコスプレ風のメイド服を着ている女性。ムーのことは「陛下」と呼ぶが、あまり敬っていない。死後約5000年。
メイドとしてはかなり有能だが、かなりの毒舌家で、辛辣な突っ込みをすることも多い。魔法技術交換により、魔族の魔法を応用した古代魔法で強引に地縛を解いて行動出来るようになった。
ダン・ダン
サーサ・サーサ王国の魔法技術者で特A級魔法の技術責任者である悪霊。彼を含む魔法技術者はみな毛を剃った男性で、つるつるピカピカ。

### ドラゴン
『スライム倒して300年〜』の世界のドラゴンは大型のモンスターの一種として認識されているが、正確にはモンスターではなくドラゴン族に分類される。角は残るものの人の姿をとることができるため、人間や魔族と同様に文化的な生活をしており、ブルードラゴンを除けば金銀財宝を集める習性がある。人の姿に変身することが出来るのはマナが多いためだが、身体能力が高いことから魔法への興味は薄いため一般的な魔法を使うことなく、人の姿でも火を吐いたりなど元のドラゴンの能力を使用する。体格は男性の方が上。人の姿では空を飛べないが、人間大以下の小さい姿のドラゴンに変身して空を飛ぶこともできる。ただし、人を乗せて飛ぶときの大きい姿のままではアズサの前世で言う滑走路のような広場でないと離着陸できない。森ドラゴンを除けば肉食を好む。食事の1ドラゴン前は人間の20人前に相当し、人の姿ならばもっと少なくて済むため節約できるが、高原の家のドラゴン二人は人間態でも大食いであり、米は野菜扱い。大型のドラゴンの場合、倒した際の獲得経験値は2500。下記以外に#パールドラゴン、#森ドラゴン、ブラックドラゴンなどが登場しているほか、サンドラゴンという名前も挙げられている。子供の頃はトカゲと区別が付かない種族もいるが、たいていは羽が生えているので判別でき、トカゲと混同されると失礼と考える種族が多い。

#### レッドドラゴン
ナンテール州のロッコー火山を中心に生息し、火を吐くことができる。ロッコー火山の人口は250体程度。観光地（温泉街）もあり、一部人間との交流もある。真面目で堅苦しい種族ともいわれ、お嬢様学校である「レッドドラゴン女学院」もある。原作では当初、学校にはドラゴンの姿で通い、大学から人間として学校に行くとされ、普段はドラゴンの姿で生活する者が多いとされていたが、スピンオフ以降は普段から人間の姿で暮らしているものが多く、学校にも人間の姿で制服を着て通っているとされる。女学院はロッコー火山六合目の窪地にあり、遠くから通うレッドドラゴンも多い。6学年あり1学年は10年なので、60年間通うことになる。校訓は「挑戦・勝利・成長」。校内での勝負（決闘）は認められているが、ドラゴン形態となることや火を吐くことは禁止され、ギブアップか気絶するまでの無制限一本勝負が基本である。下級生か同級生が敗れた場合には、その相手の妹分になるという不文律がある。下級生が勝った場合は、上級生のバッジを奪取する。部活動は必須ではない。自主性が高く、遠足の企画も生徒会が決める。生徒会長の権限が強く、生徒会内のポストや人数も自由に決められている。
ライカ

ライカの両親
声 - 杉崎亮（父）、鈴木咲（母）
レイラとライカの両親。父親は豪快なところもあるが、2人とも穏やかな性格。本編や『レッドドラゴン女学院』のコミカライズ版ではドラゴンの姿で登場しているが、スピンオフ『ヒラ役人やって1500年』では人間の姿で登場している。親戚が地元・ロッコー火山の温泉宿を経営しており、『ヒラ役人やって1500年』ではベルゼブブたち農務省の社員旅行において、ライカの父が温泉街のスタッフとして案内をしている。
レイラ
声 - 中村桜
ライカの姉。フラットルテとは古くからの腐れ縁でケンカ友達。年齢は300歳以上。
本編では80年間ぶりに幼馴染と再会して意気投合し、結婚を決めた。夫は集落の役場に勤めている。
スピンオフ『レッドドラゴン女学院』にも登場。学年は5年生→6年生→卒業。生徒会長→引退。家では登校直前までパジャマでいるなどだらしないが、女学院ではしっかりとしており、「女学院最強の生徒会長」として、非常に慕われている。
30年ほど放浪した後に女学院へ入学。入学早々に多数の上級生から挑まれ、撃退して多数のバッジを奪取。「影の生徒会長」と呼ばれるようになって、実際に1年生のうちに生徒会長選挙で当選し、6年生まで生徒会長を務めた。そのため「500年に1人の逸材」と呼ばれていた。入学当初の別名は「破壊王」だったが、次第に「最強」と変わり、いつしか「会長」とのみ呼ばれるようになった。
6年生になって生徒会長をセイディーに譲った後、ライカと決着を付ける。卒業後、ライカが3年生として新入生を迎える3日前に放浪の旅に出た。
本編では子供の頃からライカの方が運動ができて、ケンカでもライカの方が強かったというが、スピンオフではライカと武力を使う本格的なケンカはしたことがないといい、女学院内ではレイラより強い女子生徒はいなかったという。
テミヤイヌ
『レッドドラゴン女学院』に登場。学年は5年生→6年生→卒業。生徒会副会長→引退。別名は「翔撃（しょうげき）のテミヤイヌ」。
レイラが選んだ「西の副会長」。レイラの同級生で、床に垂れるほどの長い三つ編みをしており、その三つ編みをモーニングスターのように使って攻撃すると言われている。
セイディー
『レッドドラゴン女学院』に登場。学年は4年生→5年生→6年生。生徒会副会長。別名は「茜光（せんこう）のセイディー」。
レイラが選んだ「東の副会長」。レイラの引退後、選挙ではなく禅譲により生徒会長となった。
ファイアブレスをとことんまで追求した、茜色をした炎熱の光線を吐く。その威力はレッドドラゴンですら熱いと感じるほど。威力が高すぎるのは逆に弱点でもあり、カラシーナから校舎裏にて襲われた際、周りへの被害を恐れ光線を吐くことができず、敗れてしまった。再戦時には広い場所で行い、ギリギリ勝利している。
役職は生徒会副会長→生徒会長と替わっている。
リクキューエン
『レッドドラゴン女学院』に登場。学年は4年生→5年生→6年生。生徒会書記。別名は「龍速（りゅうそく）のリクキューエン」。イラストでは眼鏡を掛けている。
レイラが選んだ「書記四天王」の1人。体格は他のレッドドラゴンより小さく華奢だが、異常な速度で相手を圧倒し、相手が息を吸う瞬間に攻撃をする技、龍速を得意とする。
ライカの1年生5年目に行われた生徒会役員選挙の際、はしたないという理由で給食のバイキング廃止を提案し、ライカはそれを撤回するため書記に立候補して、その座を争った。選挙は信任投票で、その後の決闘で争う必要があり、ライカに負けて書記の座は追われたが、新たにライカのサポート役として副書記というポストが作られ、部下としてライカを支える先輩となった。その後はライカを「上司」と呼んでいる。
生徒会と第二生徒会との対決の際には、カラシーナが抜けた穴を埋めるため副会長代行となる。騒動の解決後、ライカが副会長となりノエナーレも抜けたため、書記へと復帰した。
役職は生徒会書記→副書記→副会長代行→書記と替わっている。
「書記四天王」の残りの3人は原作には登場していないが、コミカライズ版には登場している。セイディーの代にはすでにおらず、書記はライカ1人だけとなっている。
後に『スライム倒して300年』本編にも登場。レッドドラゴン女学院の教師をしており、担当教科は「高速移動」。
トキネン
『レッドドラゴン女学院』に登場。生徒会会計。別名は「桐柱（とうちゅう）のトキネン」。
レイラが選んだ「会計三傑」の1人。母方がレッドドラゴンではないため、髪の毛は黒みがかっており、また京都弁のような言葉で話す。
火を吐くのも得意ではないことから、抱えないと持てないほど太い桐の剣で戦う。幼少期は破城槌を持たされていたという。
「会計三傑」の残りの2人は原作には登場していないが、コミカライズ版には登場している。
エティグラ
『レッドドラゴン女学院』に登場。生徒会庶務。別名は「凄狼（せいろう）のエティグラ」。ウェーブのかかった髪が特徴。
感覚が優れており、森のはるか先で何が動いたかを察知できるという狼よりも優れているといわれるほど、ある程度先の未来が洞察できてしまう。「凄狼」は「凄絶なる狼」の略。他人と話すときにはすでに理解が終わっているため、人の目を見て話さない。その様なことから普段は退屈だが、食べることだけはその瞬間しか味わえないため、楽しみだという。
ヒアリス
『レッドドラゴン女学院』に登場。ライカの同級生かつ妹分で、学年は1年生→2年生→3年生。別名は「肉体破壊のヒアリス」。
入学初日、ライカに勝負を挑んできたが敗れ、同級生ながら半ば強引にライカの妹分となった。ライカを「姉者」と呼び慕う。別名は初等学校時代からのもので、筋肉を熟知しており、触れただけで相手に肉離れをおこすことができる。部活動は「幽霊研究部」に所属。
ノエナーレ
『レッドドラゴン女学院』に登場。ライカの師匠的存在で、学年は未入学→1年生→2年生。実年齢は不詳。
部活動を探していたライカが、ヒアリスから「修行同好会」の噂を聞いて訪れた校内の洞窟で出会った、ストイックな修行者。校内では珍しく髪が短く、名前を教えて貰えなかったため、ライカは「ショートカット先輩」と呼んでいる。腕を使わず腕立て伏せをするなどの超人的な肉体を見て、ライカは修行同好会に入ることを決意し、師弟的な関係となった。2ヶ月ほどの修行の後、イメージ・トレーニングの延長であるイメージの戦いでライカに敗れ、実は生徒ではないことを明かし、女学院を去った。
10年後、自分の力を試すため女学院の新入生として入学し、上級生20人のバッジを奪って、ついに現実でもライカに勝負を挑み、現実とイメージでライカと戦った。ライカには「ショートカット後輩」と呼ぶよう求めている。
生徒会と第二生徒会との対決の際には、一時的に生徒会に入り、ライカの代わりに書記代行として戦った。
カラシーナ
『レッドドラゴン女学院』に登場。セイディーの代の生徒会副会長。別名は「衝刀（しょうとう）のカラシーナ」。
曲刀の使い手で、刀から衝撃波を放って戦うのが別名の由来だが、これは剣技だと近接戦闘しかできず、まだるっこしいと考えたため。
実はその正体は貧弱な「生徒会」を倒すために作った新しい生徒会「第二生徒会」の会長。問題のある生徒にお小遣いを与えて乱闘事件などを起こさせ、セイディーの神経を疲弊させていた。
生徒会と第二生徒会との対決の際には、ライカと決闘し敗れ、第二生徒会は解体された。その後、生徒会の下に「副生徒会」が設置され、その会長となった。
役職は生徒会副会長→第二生徒会会長→副生徒会会長と替わっている。
ノルコリス
『レッドドラゴン女学院』に登場。第二生徒会副会長。別名は「鋼珠（こうしゅ）のノルコリス」。
金属製の球が繋がった武器を持つが、それを使う暇も無く口上のうちにリクキューエンの龍速で倒された。
イツティリ
『レッドドラゴン女学院』に登場。第二生徒会書記。別名は「浄釘（じょうてい）のイツティリ」。
掌底を得意とする武道家。ノエナーレと正々堂々と戦い敗れた。
クムト
『レッドドラゴン女学院』に登場。第二生徒会会計。別名は「響気（きょうき）のクムト」。
敵の心を破壊する声を持つ。その声でトキネンを倒すが桐の剣が当たって気絶してしまい引き分けとなる。
スフィーティア
『レッドドラゴン女学院』に登場。第二生徒会庶務。別名は「白進（はくしん）のスフィーティア」。
砂煙を巻き上げてその身を隠して突進するが、先を読むことのできるエティグラには通用しなかった。
ドロキー
『レッドドラゴン女学院』に登場。学年は2年生（ライカの1学年下）。第二生徒会密使役。
ノエナーレを第二生徒会へと勧誘しに来たが断られ、ライカに捕まりそうになったところを「ボール型突出法」を使って対抗するも敗れた。

#### ブルードラゴン
寒冷地であるハイント州の集落に生息し、冷気を吐くことができる。住処は寒冷地で年中雪が積もり、暗くなってきたら夕飯を食べてすぐ寝るという生活習慣であるため、宿も夜に営業している店、酒場も無く（生活に必要な食料品店だけは辛うじて存在する）田舎然としている。また、効率を考えて普段から人型で生活しているため、集落の見た目も人間のものに近い。ただし、基本的に定職には就いておらず、狩りや出稼ぎで生活をしている。祭りは集落の中にある祠で行われ、乱闘でけが人が出るほど盛り上がるという。人間の姿でもレッドドラゴンとは異なり尻尾が残る。強者は絶対であり、強そうな相手を見つけたら力比べを持ちかける習性がある。ブルードラゴンには角を触れられたら触れた者に服従するという掟があるが、かつて人間（竜騎士）に仕えていた時代の名残であるらしい。その単純な性格のため一般人には騙されてきた歴史がある。脳筋思考で荒っぽくトラブルメーカーになるためか、博物館や美術館、武術大会には出入り禁止になっていることが多い。これをアズサは「ヤンキー的価値観で生きている」としている。
フラットルテ

アルメシタンとカインレスク
声 - 田島章寛 （アルメシタン）、葉山いくみ （カインレスク）
フラットルテの両親。フラットルテと似て脳筋で自由な性格。フラットルテからは「親父」「おかん」と呼ばれている。
フラットルテの最初の帰省において、集落の皆がアズサに力比べを頼んだときは、新鮮なうちがいいと母カインレスクが1番目に、父アルメシタンが2番目に挑んだ。
2度目の帰省の時は、放浪の旅に出た近所から預かったマンジューをフラットルテたちに預けて2，3日ほどのストリートファイトに出かけてしまった。
バルダンド
フラットルテの叔父。フラットルテの最初の帰省において、3番目にアズサに挑んだ。コミカライズ版では出演シーンは削られている。
マンジュー
フラットルテの実家にいたブルードラゴンの子供。年齢は30代ぐらいで、人間には変身できず、まだ話すこともできないと思われていた。50センチメートルぐらいで子供たちが足に捕まって家の中で飛べる大きさ。
フラットルテが高原の家族と共に帰省した際に両親（アルメシタンとカインレスク）が放浪の旅に出た近所から預かっていたが、フラットルテの両親も力比べに出かけてしまったため、フラットルテとアズサ達で預かることになった。フラットルテの両親が名前を聞かずに預かってしまい、本人に聞いても答えなかったことから誰も名前がわからず、土産に持ってきていた「食べるスライム」をよく食べたことから、本来の名称である「饅頭」から仮に名付けた。
別れ際に、実は口の中が痛いので話したくなかっただけと言うことがわかった。結局本名は伝えておらず、高原の家族の前では「マンジュー」でいいと発言している。
バンテイジュー
スピンオフ『辺境伯の真っ白旅』に登場。マースラがシローナへの最終試験として用意した立て札を見て現れたブルードラゴン。シローナが初めて戦ったモンスター。名前は「小説家になろう」掲載版にはなく、単行本17巻で付けられた。

#### その他のドラゴン
オースティラ
パールドラゴン。人間形態では多数の装飾品を付けた姿で、お嬢さまことばで話す。
竜王戦女子の部（いわゆるミス・コンテスト）においてファイナリストに残ったが、開催地の森ドラゴンの意向で決勝戦がドラゴン同士の肉弾戦ではなくチェスになってしまい、ルールを全く知らなかったためライカに破れ、竜王の座を逃した。
後にライカが様々な分野のドラゴンとの対決を望んでいると聞き、竜王戦のリベンジに高原を訪れた。総合格闘技を得意とするというが、体躯に劣るパールドラゴンであることから、実際にはそれほどの実力は無い。コミカライズ版の竜王戦決勝トーナメントでは、ブラックドラゴンのハーカイワとの戦闘に敗れている。
利き酒の資格を持っているほか、ぬいぐるみ作りが趣味でギルドにて「親方」の資格を持っているほど。ライカの要望から、ぬいぐるみの作り方を教えるために時々訪れるようになった。
ハーカイワ
ブラックドラゴン。コミカライズ版オリジナルキャラクター。
竜王戦の決勝トーナメントの4人に残り、1回戦でオースティラを破り決勝戦へ進出した。その後は原作におけるオースティラの役割となり、チェスのルールを知らずライカに敗れている。

### その他
300年前のナタリー
声 - 幸村恵理
転生直後のアズサが初めてこの世界で出会ったイマルおばさんから紹介された、フラタ村ギルドの女性職員。アズサに村のことや冒険者の仕組みなどをいろいろ教えた。
ナタリー
声 - 菊池紗矢香
フラタ村ギルドの新人女性職員。アズサがレベルMAXになっていることに気付くきっかけを作った。胸の大きさには自信がある。
不老不死ではなく普通の人間であり、上記のナタリーとは関係は無い模様。後述の通り、魔法僧正の適性があることから20代。
アズサはレベル99になったことについて口止めしたが、たまたまいた口の軽さで有名な冒険者のエルンストに聞かれていたため、広まってしまった。
小さい村のギルドにいるため出会いがなく、結婚相手について気を揉んでいる。後にプロティピュタンの力により魔法僧正キュート・アンダーグラウンドへ変身させられたこともある。
大スライム（だいスライム）
善のスライムが身を守るために集まり、統合思念体となった巨大なスライム。一人称は「わたくし」で、アズサのことは「アズサ」と呼ぶ。
ファルファとシャルシャ、シローナの生まれた毒ガスの出る深き森ベルグリアに住む。どちらかというと精霊に近い存在で、女性の分身を作って意思疎通することができる。
スライムを通じて世界中を見ており、人を公平に採点できると言われているが、コミカライズ版では気に障ることがあると0点になる。原作での再登場時には、悪い点数は開示しないようになった。
ドーナツ
ハルカラが工場の近くで拾ってきたヒョウ柄の子猫。ナンテール山猫という種。ハルカラやファルファ・シャルシャが気に入り飼うことになり、ハルカラが2日前に食べたドーナツの色に似ていることにちなんで命名した。ファルファには親のように懐き、ハルカラには遊び相手として良く甘噛みしていた。
しばらく高原の家で過ごしたが、2メートルはある大柄の母猫が現れると、ハルカラたちに別れを告げて去っていった。
マースラ / 魔法使いスライム
声 - 島袋美由利
知能を持って生まれたスライムの一人。マースラはアズサが名付けた呼び名。見かけは15歳ぐらいのブロンドの少女だが、年齢は約300歳。
ブッスラーと異なり、150年ほど前から魔法で人型に変身しており、訓練によって会話と歩行ができる。トムリアナ州で最も高いモダディアナ山に隠れて住んでいる。
スライムになってしまったファルファの治し方について、ブッスラーを尋ねるように勧めた。後にシローナの師匠となり、スライム独特の魔法を教えた。魔族領の住人ではないが、「鑑定騎士団」の臨時メンバーとしてマジックアイテムの鑑定をすることもある。知能のあるスライムは身体の動きだけで意思疎通ができるとのことで、賢スラが言っていることをその動きだけで理解することができる。
原作での初登場時にイラストがなかったため、コミカライズ版でのデザインが原作での再登場時に逆輸入されている。
エノ
声 - 遠野ひかる
魔女。不老不死の身であるが、魔女になってから150年程度鳴かず飛ばずであり、「ちやほやされたい」という動機で「高原の魔女」を騙って活動していたところ、自身の偽者の出現を聞きつけたアズサに見つかった。無名だったのは、魔女のイメージにこだわって人が来ないような洞窟に籠もり、営業活動もせず、加えてあがり症だった事が原因。
事情を聞いたアズサが拠点の洞窟を訪問。マンドラゴラから作った錠剤「マンドラゴラ錠」に目をつけ市場に出店することを勧められる。これが爆発的ヒットを生み、後に魔族領の世界樹頂上にある伝説的に有名な薬局にも置かれる程となる。また、この一件で「洞窟の魔女」の二つ名が付き、性格も大きく変わった。アズサを「先輩」呼び慕うが、ハルカラとは商売敵であるため、仲が悪い。無名時代は魔女業界との関わりもなかったが、後に多数の魔女と交流を持つようになっている。
ライカより濃い赤髪で、スクエアエンドのネクタイにライトグリーンのミニスカート。長靴から淡い空色の靴下がわずかに覗く。自身の等身大の銅像を建ててもらうのが夢。
ちなみに、マンドラゴラ錠は疲労回復や整腸作用等の他に、毒キノコ「ノームニナルダケ」による幼児化も治してしまう程の優れ物。
イムレミコ
マーフォークの女性で、幽霊船「天国旅行号」（旧称：第七スペクター号）の船長を長年勤める。初登場時の年齢は423歳。
魔族領に海はないため、人間領の王国の免許を持ち、スケルトンの船員を引き連れて、長年航海している。天国旅行号は元はカニ漁用のガレー船で、船内の氾濫で沈没し、船員がスケルトンとなって幽霊船になったのをイムレミコが購入した。かなりののんびり屋で、せわしない地上よりも船の時間が自分に一番合っているという。
ミユ / ミユミユクッゾコ
ドライアドのギャル。「世界三大会うのが難しい賢者」の一人。一人称は「ぁたし」あるいは本名を崩した「ミユ」「クッゾコ」で、アズサのことは「アズサ」と呼ぶ。
普段は周りのギャル的なドライアドと共に、哲学を修めている。約10年前に賢スラへ当てたボトルメールを海へ流し、来るのを待っていた。
プロティピュタン
デキアリトスデが地下で創造した知的生命体の一人。ソーセージに手足が生えたようなペンギンに似た外見をしている。地下では神のように信仰されているが、実際には神ではないため、ニンタンにより仮に半神と名付けられた。
自身の信仰者を「魔法僧正」（魔法少女のようなもの）に変える力を持ち、アズサからは魔法少女のマスコットのように見える。語尾に「ポー」を付けて話す。
地下ではほとんど信仰されなくなってしまったため、デキに無断で地下から出てきて信仰者を探していた。ナタリーを魔法僧正キュート・アンダーグラウンドに変え、また、アズサを魔法僧正キュート・アビスへ強制的に変身させた。ただし、魔法僧正の適性は20代女性であるため、アズサの変身はしばらくして解けてしまった。
タラコスパゲ
ドワーフの女の子。女性のドワーフはヒゲは生えないものの髪の毛は多いため、太いツインテールにしているのが印象的。初登場時の年齢は97歳。一人称は「わたくし」。
ツナマヨピ家の令嬢で、ドワーフが多数働いている「力自慢鉱山」を所有しており、現場が好きな両親に代わって跡を継いだ「力自慢鉱山会社」の社長を務めている。
オークションで有名な古い城下町ヤヒーの、ヤヒー市民会館という小さい会場で行われていたマコシア負けず嫌い侯の品物を、キャンヘインに変わって全て競り落としてしまった。実は遠縁にエルフのマコシア負けず嫌い侯がおり、せっかくなので買い集めることにしたとのこと。なお、エルフの血は何代か前に入っているため、血縁的にはマコシア負けず嫌い侯よりもキャンヘインの方が近い。
フース
フェニックス。子供の頃からケンタウロスに憧れており、輸送サービスの資格を取ったものの、身体が熱く燃やしてしまうため契約が取れず悩んでおり、アズサを訪ねてきた。

## 用語

### 地名など
この世界の主な舞台は1つの惑星の1つの大陸とその周辺にある離島である。1つの大陸の中で人間領（王国）と魔族領（魔族の国）に別れていて、北方に魔族領がある。大陸南部は冬でも海に入れるほど温暖。惑星はほぼ地球と同じ模様で、月も存在する。太陽暦が採用されており、1年は365日。曜日もあるが、魔族は「闇曜日」という言葉を使ったりしており、アズサの生前の地球とは用語が若干異なる模様。単位も魔族領や人間領の州ごとに微妙に異なるが、概ね1ギルロ=1キロメートルである。基本的にパン食文化だが、大陸南部には米食文化の地域もある。言語は人間の言葉と魔族語で厳密には異なるが、話言葉は約500年前の戦争が終わってからどんどん近づいていると言われており、ほぼ普通に通じる。ただし魔族が使う魔法は人間には発音が難しい魔族語の古語を使っている。書き言葉は特に魔族語では難しく人間の言葉とは文字も異なる。なお、サーサ・サーサ王国の言葉などは魔法で現代の言葉に自動翻訳されている。人間領の通貨ゴールドと魔族領の通貨コイーヌはほぼ同じ価値であり、アズサの前世における日本円とほぼ同じ通貨価値であるとのこと。
王国 / 人間領
アズサたちの住む国。人間領は魔族領より南方にあるが、国土の領域が完全に把握されているわけではないため、明確な国境があるわけではない。人間領全体は概ね1つの王国によって管理されている模様で（外国もあるようだが詳細は不明）、その中に複数の州（フラント州、ハイント州、トムリアナ州、メントレート州、ノラーイ州など）があり、州の中にドラゴンの集落やエルフの自治区などの領主が支配する国や地域も含まれる。人間だけでなく、前述するドラゴンやエルフ、獣人やノーム、南部には人魚など複数の種族が住んでいるが、魔法や霊魂の研究は魔族よりも遅れており、アンデッドなどは種族として認識できていない。冒険者用のギルド制度は5000年前には存在しなかったが、ある程度古くからある。当初は民間人用の公的な郵便制度はなく、旅人による連携で送られているが、魔族領では一般的であるワイヴァーン通販など業者向けの配送も広まりつつある。また、特に都心部では乗合馬車がかなり発達しているが、州を越えると免許が面倒であるため、州境で業者が違い、連絡がないことが多い。ふるさと納税に似た「カントリー納税」がある。また、犯罪者を逮捕・捕縛する警察のような組織も存在する。
ナンテール州
アズサたちの住む高原の家がある人間領（王国）北部の州。王都から派遣された州知事によって治められており、州裁判所などもある。主な舞台として、州都ヴィタメイ、高原の家のふもとにあるフラタ村、ハルカラの工場があるナスクーテ町、レッドドラゴンの住むロッコー火山などがある。
高原は前世で外国に行ったことの無いアズサによればスイスに似ているとされる。実際の高原のモデルは長野県の白樺湖。
フラタ村
アズサの住む高原の家から目視できる位置にある、高原のふもとの村。ナンテール州内の伯爵領にあり、遠方に住む伯爵に任命された村長が治める。特に重要な地点でもない普通の村だが、旧街道は通っておりかつては関所もあった。長らくアズサの薬によって疫病から護られるなどしていたため、乳幼児の死亡率は低く、人口は数百人程度だが以前よりは増えている。安全対策が500年間議論されてきたが、アズサとライカの作った結界により解決した。
冴えた鷲（さえたわし）
フラタ村にある数少ないレストランの一つ。アズサの昔からの行きつけであり、家族たちも時々通っている。アズサはここのオムレツが好物。現在はおかみさんと料理担当の亭主が経営している。
ナスクーテ町
高原の家のある山のふもとにある町。「ナスクーテの町」とも。アニメでは「ナスクーテの街」と表記される。フラタ村から徒歩1時間程度であり、フラタ村をそのまま少し大きくしたような町である。ハルカラ製薬の工場や店舗があり、後にハルカラ製薬博物館も建てられた。フラタ村と違い、アズサの顔はそこまで知られていない。
ロッコー火山
ナンテール州にある火山で、レッドドラゴンの自治領的な地域。フラタ村からは人間の足で徒歩2日程度。火口部には温泉街があり、人間や魔族も訪れる観光地となっている。山の中腹にはレッドドラゴン女学院がある。
名前のモデルは六甲山で、温泉街は六甲山に有馬温泉などがあることに由来する。
ナンテール湖
ナンテール州の名前の由来となった大きな湖。高原の家周辺と並ぶ美しい高原地帯にある。「世界精霊会議」の会場となり、ユフフと出会うきっかけとなった。
サーサ・サーサ王国

魔族の国 / 魔族領

ヴァンゼルド
魔族の国の首都。ヴァンゼルド城を中心とする城塞都市。

### 種族など
魔族

精霊

神

モンスター
倒すと経験値が得られ、魔法石に変化する生物。モンスターと類似する野生動物もいるが、そちらは魔法石にならず、肉として残る。
スライム
どこにでもいる雑魚モンスター。倒すと経験値2と200ゴールドに換金できる魔法石1個が得られる。アズサは1日平均25匹倒していた。
ファルファとシャルシャ曰く、善と悪の2種類があってナンテール州の悪のスライムは色が薄い。また、突かれると一撃で倒される穴があるとのこと。
基本的に知能が無く、分裂して数を増やすが、まれに賢いスライム（賢スラ）や魔法使いスライム（マースラ）等知能を持った個体が生まれる。
食事は地面の塵や埃などだけで問題なく、排泄も必要ない。
ドラゴン

レッドドラゴン

ブルードラゴン

パールドラゴン
さほど大型ではないが、爪が鋭く山を削り取ることができる。その名の通り人の姿では宝石などの装飾を好み、豪華絢爛な屋敷に住んでいる。フラットルテが約20年前に結婚を申し込んだ彼氏がパールドラゴンであった。
森ドラゴン
菜食主義で、森を守るために人の姿で暮らしている。木の枝を折るだけでも刑務所に入れられるほどで、木を切らないため洞窟に住んでいる。
ワイヴァーン
ドラゴンの一種で小型の種族であり、魔族領だけでなく人間領でも手紙や荷物、人を運ぶ仕事をしていることが多い。人間に変身することもないためただのモンスターに近く、どちらかといえば乗り物扱い。小柄であるため世界樹頂上の薬局にも乗り付けることができる。
類似種にドレイクがいるが、そちらが運送業をしているのかどうかは不明。
エルフ
人間領や世界樹などに住む長寿の種族。森（といってもハルカラの出身地であるヒガシャマンはかなりの都会だが）に住み基本的には菜食で、耳が尖っている。耳垢が乾いているのが南方のエルフ、濡れているのが北方のエルフとのこと。基本的にエルフの社会はアズサの前世における現代日本に似ている部分があり、「エルヴィン」ほぼ醤油、「ビランワ」は油揚げによく似ている。コミカライズ版で描かれたハルカラの実家は、床が畳敷きで縁側やちゃぶ台があるなど、家屋も日本風の様相を呈している。
ダークエルフという種族もいる。妖精（フェアリー）は近縁種だが、体躯が小さいため生活範囲が狭く、人間が一般的に見かけることはない。
リヴァイアサン
クジラのような姿をした超大型魔族。本来の姿では基本的に空中で活動し、海の中で活動することも目撃されることがあるだけで海のモンスターではない。身体の上に船室を持つ戦艦かつ豪華客船のように扱われているが、人の姿になると普通の魔族である。あまりの巨躯であるため、魔族領内には専用の発着場（通称：空港）もある。また、自身の移動のためだけに変身するのは速度や小回りの面などで実用的ではないため、単独移動の場合は人間態でワイヴァーンに乗ることもある。ドラゴンの一種とされることもある。その立場ゆえ、魔族の国ではかなり名門の上級魔族である。免許制度があり、百年に一度ペーパーテストと耐久試験を受けて更新する。
本作のリヴァイアサンがクジラのような姿なのは、作者が中学校時代にやりこんでいたマジック:ザ・ギャザリングの影響。
ビヒモス
人間領、魔族領問わず、大型の馬車を曳くために使用されているモンスター。
沼水晶（ぬますいしょう）
沼に住む透明で丸い大型の生物。クラゲに類似しているためキュアリーナが管轄をしているが、厳密には全く異なる動物である。
キュアリーナいわく単なる小さな虫だが、実は濁っているものから栄養を吸収して生きているため、取り込まれると「心の濁った部分」まで吸収されてしまう。逆に、沼水晶を食べると心が濁ってしまう。なお、寒天のようでおいしいらしい。
ドライアド
空からは行けず、港町ヒラリナーから船で2日進み、特殊な潮流を抜けないとたどり着けない、「世界三大行くのが難しい島」の1つである「近づけず島」に住んでいる、草木の精霊に近い種族。
基本的に樹木とコードで繋がってマナを供給されているが、一時的に接続を外してコードレスで行動することもできる。また、サツマイモのような芋を携帯し、芋からコードを延ばして接続することによって、モバイルバッテリーの要領でマナの補給ができる。到達困難で周囲と隔絶されたような島であるためか、ベルゼブブ達魔族にもその生態は認識されていなかった。
ギャルのような人が多いが、ミユの影響でみな賢者のようになっていて、哲学的な話をして暮らしている。
ユル族
ドラゴン態のライカの上で居眠りをして転げ落ちたアズサが、行き着いた南方の島で出会った謎の部族。ゆるキャラみたいな姿から、アズサはユル族と呼ぶことにした。「なー」と発するばかりで言葉は通じなかったが、アズサを手厚くもてなし、アズサは行動からユル族が何を言っているか推測した。
アズサに召喚されたベルゼブブによって判明した正体は、南国の無人島「サンシュ島」に住み着いていたイエティ。元々は魔族領の極寒とも言える寒冷地に住んでいるが、故に南国での暮らしに憧れる者も多く、3年前からサンシュ島に移住して「南の島の部族ごっこ」をしていた。「なー」という言語は、部族っぽさを出すために「なー」以外喋ることを禁止していただけであり、本来はベルゼブブ達と同様に魔族語を話す。部族ごっこの傍ら、南の島の生態調査も行っており、調査結果をアズサに提供した。
幽霊
死後、何らかの未練があり霊体のみがこの世に残った者。何も残す物事がなければ転生してしまうため、幽霊は悉く悪霊である。サーサ・サーサ王国の者たちは古代魔法で残ったらしい。人間などの知的生命体だけでなく動物の霊もいる。死霊や怨霊などと呼ばれる者もいるが、特に違いはない模様。食事は不要なので食欲はない。
アンデッド
死後、死体が魔法や月光など何らかの方法で動けるようになった者。幽霊と異なり肉体がある。魔族というには微妙だが、人間の法では管理されていないため魔族の保護対象となっている。身体が腐っている者は少なく、ゾンビは差別用語にあたる。食事は不要なので食欲はないが、嗜好品として腐りかけの林檎などを食べることもある。獣人のアンデッドも多い。

### その他の用語
魔女
その魔力や知識により薬品を作ることを生業としている人間。動物性の材料を使う者もいるが、アズサは薬草など植物性の材料しか使わない。ある程度のレベルで不老不死のステータスを得ることも多い。
踊り祭り（おどりまつり）
広場や高原等で自由に踊るというフラタ村の伝統的な祭り。約250年前から始まり、アズサよりは歴史が浅い。
元は収穫を大地の神にお供えして祈願するという趣旨であったようだが、意識している者はほとんどいない。他方では慰霊を目的とした民俗行事という側面も含まれており、ロザリーが成仏しかけた。
近年、高原の家の出店や魔族の参加によって大規模になってきている。
喫茶『魔女の家』（きっさ まじょのいえ）
踊り祭り前日祭限定の高原の家メンバーによる喫茶店。ナタリーから出店の誘いを受けたことがきっかけ。
初年度はライカを筆頭に大好評を博す。フラタ村村民からの希望もあって翌年も開催するが、初年度にベルゼブブが助っ人に入ったことをきっかけにペコラ達魔族が加わり、口コミも広がっていて、踊り祭り本祭に対してかなり大規模になってしまった。
3年目には、肥大化した「喫茶『魔女の家』」の今後の在り方について考え、通年営業も頭をよぎるが、経営すればスローライフからかけ離れることになる為悩んでいたところ、松を通じて聞いていたミスジャンティーが経営に名乗りを上げ、味を引き継いだ「喫茶『松の精霊の家』」がフラタ村とナスクーテ町の中間に開店することになる。しかし、客は高原の家の面々が目的であり、ナタリー達ギルドが後援を申し出たこともあって、結局3年目も開催することになった。
食べるスライム（たべるスライム）
アズサが南方で見た米を見て、前世を思い出して作った饅頭。マンジュー伯ルグネスで知られている王国西部の地名マンジューと名前が被っていたこともあり、ファルファとシャルシャの言葉をヒントとしてスライムの目のような焼き印を付けて、「食べるスライム」という名前にした。また同時に、柏餅の葉っぱスライムも制作している。フラタ村で売ってみたところ評判になり、ハルカラ製薬にて「フラタ村銘菓」として生産され、フラタ村とナスクーテ町で売られるようになった。
その後、ライカの提案により蒸気で加熱した温泉饅頭ロッコー火山の食べるスライムも制作され、ロッコー火山温泉街の名物として売られている。
甘いスライム（あまいスライム）
ユル族の菓子屋が製作した饅頭。サンシュ島でアズサに出会った後、「食べるスライム」の話を聞きつけて取り寄せ、感銘を受けたことから製作した。これが「魔族お菓子大賞今年の新作お菓子部門」の候補にノミネートされるが、悪く言えば「食べるスライム」の模倣に過ぎず、ペコラ曰く味も「食べるスライム」より劣るため、賞の伝統と権威の観点からペコラが問題視し、発祥の店直伝という体裁にするため「食べるスライム」発案者のアズサと製造販売をしているハルカラがレクチャーすることになる。
レクチャーしていく中で餡が多い方が好まれるということで菓子の方向性が変わり、餡が透けて見える程の超薄皮の饅頭になり、これが改めて「甘いスライム」として売り出されることになる。その後「魔族お菓子大賞今年の新作お菓子部門」に選ばれる。
改良後の「甘いスライム」は岡山県銘菓の大手まんぢゅうがモデル。
ケット・ケットー
ポンデリが開発したカードゲーム。テーブル下にある魔法陣の効果で、出したカードと連動したダメージが対戦相手に向かうようになっており、服が破れることも多い。ポンデリによれば、過去には建物に火をつけて対戦相手を逃げさせて試合放棄に持ち込んだプレーヤーや、カードをナイフのように投げて対戦相手の腕に刺したプレーヤーもいた模様。
タッキ・ユー
異世界における卓球で、卓球台やラケットもほぼ同じ。ボールは中が空洞になっている「ピーンポーン」の実を使う。ドラゴン族の間では有名なスポーツで、ロッコー火山の温泉宿ではライカとフラットルテが直接対決してその強さを見せた。アズサは前世で卓球サークル「ふわふわ」に所属していたことがあって本人も卓球経験者としていたが、ライカとの対決では大負けした。
竜王戦（りゅうおうせん）
地上最強のドラゴンを決めるドラゴン族の大会。男子の部と女子の部があり、作中では第57回女子の部が行われた。
予選の筆記試験、ディベート対決から始まり、本選の芸術対決、飛行競争、準決勝を経て、決勝戦の打撃もブレスもすべてありの総合格闘技で竜王を決定する。しかし、第57回女子の部は自然保護主義的な森ドラゴンの居住地が会場であったため、両者がぶつかった時に生じる衝撃波などドラゴンの戦闘による自然破壊を懸念した森ドラゴンの意向から、決勝戦がチェス三本勝負に差し替えになった。
また、女子の部の観客（特に男のドラゴン）の大部分は、準決勝種目であるミスドラゴン（つまりミス・コンテスト）が目当て。大会自体アイドルオーディションの性質が強い模様。
第57回女子の部のファイナリストはパールドラゴンのオースティラ。竜王はライカだが、センターポジションとしてミスドラゴンに選ばれたメンバーとともに各地を回る仕事をする羽目になり、恥ずかしい思いをした。
コミカライズ版では原作と異なり、フラットルテは予選のペーパーテストを突破しライカと数々の対決を行う。最終的に決勝はライカ、オースティラ、フラットルテとブラックドラゴンのハーカイワの4名によるトーナメント戦になっている。決勝トーナメント1回戦は格闘戦が行われたが、ライカ対フラットルテの対決の余波で森が破壊され、森ドラゴンの首長からの苦情で優勝決定戦がチェスに差し替えになった。
魔法配信（まほうはいしん）
この世界では携帯電話のような通信手段や、写真や映像を撮すカメラなどは存在しないが、サーサ・サーサ王国から魔族に伝達された古代魔法を応用した、ライブストリーミングのような魔法配信が流行している。
元はペコラの気まぐれで始まった物だが、すぐに多くの魔族や精霊が配信者として活動を始めた。人間には配信するための魔法技術は伝わっていないが、受信するための技術はすぐに解析され、人間の王国内でも魔法配信の視聴が流行している。
なお、通信手段の代わりとなるものとしては、人間領や魔族領を問わず、一般的にワイヴァーンなどを利用して使者を送るのが一般的で、特に上位の魔族や精霊は瞬間移動や召喚の魔法を使用することもできる。写真の代わりには肖像画が使用されている。
聖マドクワ（せいマドクワ）
人間の中で全国的に信仰されている聖人で、死亡した日が祝日になっている。ショカッキー神を信仰していた聖職者で、魔族や動物にも教えを説いたと言うが、最期はトラに教えを説いてそのまま食べられ殉教した。そのため、聖マドクワの日には全国的に「トラの祭り」が行われる。ナンテール州では聖マドクワ関係の教会がある町ウィドンにて行われている。
ムーによれば、聖マドクワはサーサ・サーサ王国で信仰されていた神ドゥーマ・ドゥーマ・クワーミーが訛った物であり、「トラの祭り」も5000年前の祭りが奇跡的に伝わった物であるという。
また、魔族にも教えを説いたという逸話から、人間と魔族が仲良くする日ともされており、魔族領から人間領に鑑定騎士団が出張鑑定に来ることもある。

## 反響
2016年6月23日の初投稿から2日後には自身初の日間ランキング1位へ到達。翌日には自身の最高点数を更新し、29日には週間ランキング1位を達成した。11月14日にはGAノベルでの書籍化が決定。第1巻はGAノベルの売上で歴代1位となって頻繁に重版（増刷）されている。コミカライズ1話は「ガンガンGA」史上初速最高ページビュー、スピンオフ1話も小説ではトップレベルのページビューであった。2017年9月6日には「小説家になろう」の累計ランキング入りを果たす。オリコン週間文芸書ランキングにも頻繁に登場するようになり、2018年11月には自身の最高巻数である7巻を超える8巻が発売された。
『このライトノベルがすごい！』2019年版で単行本・ノベルス部門9位にランクインした。2024年3月時点でシリーズ累計発行部数は300万部を記録している。
飯田一史は文庫ライトノベル出身の森田季節が趣味で投稿した本作がアニメ化されたが、2020年代初頭時点で同出身者のオンライン小説がそこまで至ったのは他にはなく、本作はアズサと生活したり主な出来事に関わってくるのは女性しかいないため芳文社の萌え4コマ漫画のような女性同士のやり取りをなろう系的な異世界ものの味付けで書かれた1つの話が短い連作コメディだと言い表し、労働に対する本音や願望があふれ出ており、2010年代後半以降の人気作によくあるオンライン小説発の異世界ファンタジー（単行本ラノベ）における恋愛やセクシャルの後退や擬似家族的な仲良しさの賛美があるとしている。
2021年8月1日の朝日新聞朝刊1面に掲載された鷲田清一のコラム『折々のことば』第2102回において、本作の台詞が選出された。

## 既刊一覧

### 小説
- 森田季節（著）・紅緒（イラスト） 『スライム倒して300年、知らないうちにレベルMAXになってました』 SBクリエイティブ〈GAノベル〉、既刊28巻（2025年6月15日現在）
  1. 2017年1月31日初版第一刷発行（1月14日発売[64]）、ISBN 978-4-7973-9044-5
  2. 2017年4月30日初版第一刷発行（4月15日発売[65]）、ISBN 978-4-7973-9176-3
  3. 2017年7月31日初版第一刷発行（7月15日発売[66]）、ISBN 978-4-7973-9295-1
  4. 2017年10月31日初版第一刷発行（10月13日発売[67]）、ISBN 978-4-7973-9296-8
  5. 2018年1月31日初版第一刷発行（1月15日発売[68][69]）、ISBN 978-4-7973-9297-5 / ISBN 978-4-7973-9298-2（ドラマCD付き限定特装版）
  6. 2018年4月30日初版第一刷発行（4月13日発売[70]）、ISBN 978-4-7973-9617-1
  7. 2018年7月31日初版第一刷発行（7月14日発売[71][72]）、ISBN 978-4-7973-9619-5 / ISBN 978-4-7973-9618-8（ドラマCD付き限定特装版）
  8. 2018年11月30日初版第一刷発行（11月15日発売[73]）、ISBN 978-4-7973-9913-4
  9. 2019年3月31日初版第一刷発行（3月15日発売[74][75]）、ISBN 978-4-8156-0096-9 / ISBN 978-4-8156-0097-6（ドラマCD付き限定特装版）
  10. 2019年8月31日初版第一刷発行（8月9日発売[76]）、ISBN 978-4-8156-0274-1
  11. 2019年12月31日初版第一刷発行（12月12日発売[77]）、ISBN 978-4-8156-0275-8
  12. 2020年4月30日初版第一刷発行（4月14日発売[78][79]）、ISBN 978-4-8156-0559-9 / ISBN 978-4-8156-0276-5（ドラマCD付き限定特装版）
  13. 2020年7月31日初版第一刷発行（7月14日発売[80]）、ISBN 978-4-8156-0705-0
  14. 2020年10月31日初版第一刷発行（10月14日発売[81][82]）、ISBN 978-4-8156-0651-0 / ISBN 978-4-8156-0650-3（ドラマCD付き限定特装版）
  15. 2021年1月31日初版第一刷発行（1月14日発売[83]）、ISBN 978-4-8156-0706-7
  16. 2021年4月30日初版第一刷発行（4月14日発売[84][85]）、ISBN 978-4-8156-0708-1 / ISBN 978-4-8156-0707-4（ドラマCD付き限定特装版）
  17. 2021年6月30日初版第一刷発行（6月12日発売[86]）、ISBN 978-4-8156-1090-6
  18. 2021年9月30日初版第一刷発行（9月14日発売[87]）、ISBN 978-4-8156-1091-3
  19. 2021年12月31日初版第一刷発行（12月14日発売[88]）、ISBN 978-4-8156-1347-1
  20. 2022年4月30日初版第一刷発行（4月14日発売[89]）、ISBN 978-4-8156-1393-8
  21. 2022年8月31日初版第一刷発行（8月11日発売[90]）、ISBN 978-4-8156-1640-3
  22. 2023年1月31日初版第一刷発行（1月15日発売[91]）、ISBN 978-4-8156-1873-5
  23. 2023年7月31日初版第一刷発行（7月15日発売[92]）、ISBN 978-4-8156-2034-9
  24. 2023年11月30日初版第一刷発行（11月15日発売[93]）、ISBN 978-4-8156-2035-6
  25. 2024年8月31日初版第一刷発行（8月9日発売[94]）、ISBN 978-4-8156-2707-2
  26. 2024年12月31日初版第一刷発行（12月15日発売[95]）、ISBN 978-4-8156-2708-9
  27. 2025年4月30日初版第一刷発行（4月15日発売[96]）、ISBN 978-4-8156-2709-6
  28. 2025年6月30日初版第一刷発行（6月15日発売[97]）、ISBN 978-4-8156-3200-7

- 森田季節（著）・紅緒（イラスト） 『スライム倒して300年、知らないうちにレベルMAXになってました スピンオフ ヒラ役人やって1500年、魔王の力で大臣にされちゃいました』 SBクリエイティブ〈GAノベル〉、2019年9月13日発売[98]、ISBN 978-4-8156-0116-4

### 漫画
- シバユウスケ（作画）・森田季節（原作）・紅緒（キャラクター原案） 『スライム倒して300年、知らないうちにレベルMAXになってました』 スクウェア・エニックス〈ガンガンコミックスONLINE〉、既刊16巻（2025年3月12日現在）
  1. 2018年1月12日初版発行（同日発売[99]）、ISBN 978-4-7575-5582-2
  2. 2018年6月22日初版発行（同日発売[100]）、ISBN 978-4-7575-5751-2
  3. 2018年11月13日初版発行（同日発売[101]）、ISBN 978-4-7575-5912-7
  4. 2019年4月12日初版発行（同日発売[102]）、ISBN 978-4-7575-6085-7
  5. 2019年9月12日初版発行（同日発売[103]）、ISBN 978-4-7575-6286-8
  6. 2020年2月12日初版発行（同日発売[104]）、ISBN 978-4-7575-6502-9
  7. 2020年9月12日初版発行（同日発売[105]）、ISBN 978-4-7575-6749-8
  8. 2021年3月12日初版発行（同日発売[106][107]）、ISBN 978-4-7575-7122-8 / ISBN 978-4-7575-7123-5（特装版）
  9. 2021年6月11日初版発行（同日発売[108]）、ISBN 978-4-7575-7321-5
  10. 2021年12月10日初版発行（同日発売[109]）、ISBN 978-4-7575-7630-8
  11. 2022年6月10日初版発行（同日発売[110]）、ISBN 978-4-7575-7965-1
  12. 2022年12月12日初版発行（同日発売[111]）、ISBN 978-4-7575-8307-8
  13. 2023年7月12日初版発行（同日発売[112]）、ISBN 978-4-7575-8663-5
  14. 2024年2月9日初版発行（同日発売[113]）、ISBN 978-4-7575-9050-2
  15. 2024年8月9日発売[114]、ISBN 978-4-7575-9353-4
  16. 2025年3月12日発売[115]、ISBN 978-4-7575-9739-6

- 村上メイシ（作画）・森田季節（原作）・紅緒（キャラクター原案） 『ヒラ役人やって1500年、魔王の力で大臣にされちゃいました』 スクウェア・エニックス〈ガンガンコミックスONLINE〉、全3巻
  1. 2019年9月12日初版発行（同日発売[116]）、ISBN 978-4-7575-6287-5
  2. 2020年2月12日初版発行（同日発売[117]）、ISBN 978-4-7575-6503-6
  3. 2020年9月12日初版発行（同日発売[118]）、ISBN 978-4-7575-6750-4

- 羊箱（作画）・森田季節（原作）・紅緒（キャラクター原案） 『スライム倒して300年、知らないうちにレベルMAXになってました スピンオフ レッドドラゴン女学院』 スクウェア・エニックス〈ガンガンコミックスONLINE〉、既刊2巻（2024年8月9日現在）
  1. 2021年12月10日初版発行（同日発売[119]）、ISBN 978-4-7575-7631-5
  2. 2024年8月9日発売[120]、ISBN 978-4-7575-9354-1

## テレビアニメ
2019年10月に放送された『ガンガンGAちゃんねるスペシャル「GA FES 2019」メディアミックス大発表会！生放送』にてテレビアニメ化が発表され、第1期が2021年4月から6月までAT-Xほかにて放送された。第2期『スライム倒して300年、知らないうちにレベルMAXになってました ～そのに～』は2022年1月に製作が発表された。2025年4月から6月までAT-Xほかにて放送された。

### スタッフ
|                               | 第1期                                                                                | 第2期                                                                    |
| ----------------------------- | ------------------------------------------------------------------------------------ | ------------------------------------------------------------------------ |
| 原作                          | 森田季節                                                                             | 森田季節                                                                 |
| 監督                          | 木村延景                                                                             | 杉島邦久                                                                 |
| 助監督                        | 富井ななせ                                                                           | N/A                                                                      |
| シリーズ構成                  | 髙橋龍也                                                                             | 福島直浩                                                                 |
| キャラクターデザイン          | 後藤圭佑                                                                             | 兒玉ひかる                                                               |
| サブデザイン                  | 本多恵美                                                                             | N/A                                                                      |
| プロップデザイン              | 柏淳志                                                                               |                                                                          |
| 美術監督                      | 内藤健                                                                               | 倉田憲一、水谷利治、三宅昌和（第8話-）                                   |
| 美術デザイン                  | 井戸千尋                                                                             |                                                                          |
| 色彩設計                      | 竹澤聡                                                                               | 喜納久美                                                                 |
| 撮影監督                      | 竹澤聡                                                                               | 板倉まゆみ                                                               |
| 編集                          | 奥田浩史                                                                             | JAY・FILM、渡辺直樹                                                      |
| 音楽                          | 井内啓二                                                                             | 井内啓二                                                                 |
| 音楽制作                      | 日本コロムビア                                                                       | 日本コロムビア                                                           |
| 音響監督                      | 本山哲                                                                               | 本山哲                                                                   |
| 音響制作                      | スタジオマウス                                                                       | スタジオマウス                                                           |
| プロデューサー                | 天野大地、大和田智之                                                                 | 天野大地、大和田智之                                                     |
| プロデューサー                | 南原充宏、秋田規行、柏木豊 宮城惣次、長谷川嘉範、森田淳 和泉勇一、伊藤拓巳、小松翔太 | 松本一貴、山中隆弘、飯塚彩 外川明宏、小澤文啓、植木達也 畑洋平、藤村智子 |
| アニメーション プロデューサー | 江波和樹                                                                             | 高橋雅和                                                                 |
| アニメーション制作            | REVOROOT                                                                             | テディー                                                                 |
| 製作                          | 高原の魔女の家                                                                       | 喫茶魔女の家                                                             |

### 主題歌
「ぐだふわエブリデー」
悠木碧による第1期オープニングテーマ。作詞はOSTER project、作曲・編曲は涼木シンジ。
「Viewtiful Days!」
和氣あず未による第1期エンディングテーマ。作詞は坂井竜二、作曲・編曲は持田裕輔。
「ありがとう」
クク（小岩井ことり）による第1期劇中歌。作詞は森田季節とUyu、作曲・編曲は阿部隆大。
「So☆Lucky」
小倉唯による第2期オープニングテーマ。作詞は小倉唯、作曲・編曲は本田正樹（Dream Monster）。
「イニミニマニモ」
大西亜玖璃による第2期エンディングテーマ。作詞・編曲は鶴﨑輝一、作曲はhabana。
「生まれ変わろうと」
アズサ（悠木碧）による第2期エンディングテーマ。作詞はマイクスギヤマ、作曲・編曲は井内啓二。
「MAD ODD WOO」
ペコラ（田村ゆかり）による第2期劇中歌。作詞はマイクスギヤマ、作曲・編曲は東大路憲太。

### 各話リスト
| 話数                | サブタイトル                   | 脚本     | 絵コンテ          | 演出              | 作画監督 | 総作画監督          | 初放送日       |       |       |       |       |       |       |       |       |       |       |       |       |       |       |       |       |       |
| 第1期               | 第1期                          | 第1期    | 第1期             | 第1期             | 第1期 | 第1期               | 第1期          | 第1期 | 第1期 | 第1期 | 第1期 | 第1期 | 第1期 | 第1期 | 第1期 | 第1期 | 第1期 | 第1期 | 第1期 | 第1期 | 第1期 | 第1期 | 第1期 | 第1期 |
| ------------------- | ------------------------------ | -------- | ----------------- | ----------------- | --- | ------------------- | -------------- | ----- | ----- | ----- | ----- | ----- | ----- | ----- | ----- | ----- | ----- | ----- | ----- | ----- | ----- | ----- | ----- | ----- |
| 第1話               | レベルMAXになっていた          | 髙橋龍也 | 木村延景          | 木村延景          | 黒川あゆみ 久保光寿                                                                                           | 本多恵美            | 2021年 4月10日 |       |       |       |       |       |       |       |       |       |       |       |       |       |       |       |       |       |
| 第2話               | 娘が来た                       | 安永豊   | 富井ななせ        | 富井ななせ        | 池谷祥明 大嶋由葵                                                                                             | 後藤圭佑            | 4月17日        |       |       |       |       |       |       |       |       |       |       |       |       |       |       |       |       |       |
| 第3話               | エルフが来た                   | 福島直浩 | 石倉賢一          | 今泉竜太 粂田佳之 | 今泉竜太 迎千葉瑠 谷口繁則 森谷春樹 平野翔 渡辺一平太                                                         | 後藤圭佑            | 4月24日        |       |       |       |       |       |       |       |       |       |       |       |       |       |       |       |       |       |
| 第4話               | ドラゴンの結婚式に行った       | 安永豊   | 大川貴大          | 大川貴大          | 小嶋慶祐 埼玉                                                                                                 | 後藤圭佑            | 5月1日         |       |       |       |       |       |       |       |       |       |       |       |       |       |       |       |       |       |
| 第5話               | 幽霊が出た                     | 福島直浩 | 後藤康徳          | 後藤康徳          | 佐々木一浩 唐远界                                                                                             | 後藤圭佑 本多恵美   | 5月8日         |       |       |       |       |       |       |       |       |       |       |       |       |       |       |       |       |       |
| 第6話               | リヴァイアサンが来た           | 髙橋龍也 | 木村延景 鈴木清崇 | 高田恭輔          | 原科大樹 | 後藤圭佑            | 5月15日        |       |       |       |       |       |       |       |       |       |       |       |       |       |       |       |       |       |
| 第7話               | 魔王を倒しちゃった             | 髙橋龍也 | 小俣真一          | 小俣真一          | 黒川あゆみ 久保光寿 大嶋由葵 池谷祥明                                                                         | 後藤圭佑            | 5月22日        |       |       |       |       |       |       |       |       |       |       |       |       |       |       |       |       |       |
| 第8話               | 高原の魔女の偽物が出た         | 福島直浩 | 石倉賢一          | 山本隆太          | 石井優器 金子優司                                                                                             | 本多恵美            | 5月29日        |       |       |       |       |       |       |       |       |       |       |       |       |       |       |       |       |       |
| 第9話               | 娘がスライムから戻れなくなった | 安永豊   | 小嶋慶祐          | 今泉竜太 粂田佳之 | 今泉竜太 早川元基 平野翔 高梨友美 森谷春樹 谷口繁則 迎千葉瑠 渡辺一平太                                       | 本多恵美            | 6月5日         |       |       |       |       |       |       |       |       |       |       |       |       |       |       |       |       |       |
| 第10話              | 吟遊詩人が来た                 | 安永豊   | 富井ななせ        | 富井ななせ        | 小嶋慶祐 埼玉                                                                                                 | 後藤圭佑 本多恵美   | 6月12日        |       |       |       |       |       |       |       |       |       |       |       |       |       |       |       |       |       |
| 第11話              | キノコを食べて子供になった     | 髙橋龍也 | 北川朋哉 木村延景 | 柏淳志            | 池谷祥明 大嶋由葵 久保光寿                                                                                    | 後藤圭佑 本多恵美   | 6月19日        |       |       |       |       |       |       |       |       |       |       |       |       |       |       |       |       |       |
| 第12話              | 喫茶店を開いた                 | 福島直浩 | 小俣真一 木村延景 | 木村延景          | 池谷祥明 大嶋由葵 久保光寿 黒川あゆみ 埼玉                                                                    | 後藤圭佑 本多恵美   | 6月26日        |       |       |       |       |       |       |       |       |       |       |       |       |       |       |       |       |       |
| 第2期『〜そのに〜』 |                                |          |                   |                   | |                     |                |       |       |       |       |       |       |       |       |       |       |       |       |       |       |       |       |       |
| 第1話               | 神様が来た                     | 福島直浩 | 杉島邦久          | 神原敏昭          | 岡野幸男 兒玉ひかる 承山菜美 ハンミンギ                                                                       | 兒玉ひかる 承山菜美 | 2025年 4月5日  |       |       |       |       |       |       |       |       |       |       |       |       |       |       |       |       |       |
| 第2話               | アンデッドを捜索した           | 安永豊   | 杉島邦久          | 山本隆太          | 岡野幸男 清水明日香                                                                                           | 兒玉ひかる 承山菜美 | 4月12日        |       |       |       |       |       |       |       |       |       |       |       |       |       |       |       |       |       |
| 第3話               | ベルゼブブの家に行った         | 葛原秀治 | 杉島邦久          | 高橋雅和          | 岡野幸男 ハンミンギ                                                                                           | 兒玉ひかる 承山菜美 | 4月19日        |       |       |       |       |       |       |       |       |       |       |       |       |       |       |       |       |       |
| 第4話               | マンドラゴラを探すことになった | 葛原秀治 | 杉島邦久          | 山本隆太          | 岡野幸男 小島えり 清水明日香                                                                                  | 兒玉ひかる 承山菜美 | 4月26日        |       |       |       |       |       |       |       |       |       |       |       |       |       |       |       |       |       |
| 第5話               | ユフフママの娘になった         | 福島直浩 | 杉島邦久          | 神原敏昭          | 大石健二 岡野幸男 清水明日香 ハンミンギ                                                                       | 兒玉ひかる 承山菜美 | 5月3日         |       |       |       |       |       |       |       |       |       |       |       |       |       |       |       |       |       |
| 第6話               | ライカが武術大会に出た         | 福島直浩 | 杉島邦久          | 小野田雄亮        | 岡野幸男 清水明日香 ハンミンギ                                                                                | 兒玉ひかる 承山菜美 | 5月10日        |       |       |       |       |       |       |       |       |       |       |       |       |       |       |       |       |       |
| 第7話               | 松の精霊に会った               | 安永豊   | 杉島邦久          | 谷澤篤二          | 岡野幸男 小島えり 清水明日香 ハンミンギ STUDIO MASSKET reboot                                                 | 兒玉ひかる 承山菜美 | 5月17日        |       |       |       |       |       |       |       |       |       |       |       |       |       |       |       |       |       |
| 第8話               | 海水浴に行った                 | 安永豊   | 杉島邦久          | 山本隆太          | 岩井優器 岡野幸男 清水明日香 ハンミンギ 松下純子 無錫月霊動画 reboot                                          | 兒玉ひかる 承山菜美 | 5月24日        |       |       |       |       |       |       |       |       |       |       |       |       |       |       |       |       |       |
| 第9話               | 悪霊の陛下と会った             | 葛原秀治 | 杉島邦久          | 神原敏昭          | 青木真理子 大石健二 岡野幸男 小島えり 清水明日香 ハンミンギ 松下純子 劉婧 無錫月霊動画                        | 兒玉ひかる 承山菜美 | 5月31日        |       |       |       |       |       |       |       |       |       |       |       |       |       |       |       |       |       |
| 第10話              | 魔王のお誕生会に行った         | 福島直浩 | 杉島邦久          | 小野田雄亮        | 岡野幸男 清水明日香 ハンミンギ Kwon Hee-jae Song Seung-taek Lee jae-han STUDIO MASSKET                        | 兒玉ひかる 承山菜美 | 6月7日         |       |       |       |       |       |       |       |       |       |       |       |       |       |       |       |       |       |
| 第11話              | 伝統ある神様と戦った           | 安永豊   | 杉島邦久          | 谷澤篤二          | 杭新華 陳玉峰 趙玲 李文静                                                                                     | 兒玉ひかる 承山菜美 | 6月14日        |       |       |       |       |       |       |       |       |       |       |       |       |       |       |       |       |       |
| 第12話              | 今年も喫茶店を開いた           | 福島直浩 | 杉島邦久          | 神原敏昭          | 青木真理子 大石健二 岡野幸男 小倉恭平 清水明日香 ハンミンギ 松下純子 Kwon Hee-jae Song Seung-taek Lee jae-han | 兒玉ひかる 承山菜美 | 6月21日        |       |       |       |       |       |       |       |       |       |       |       |       |       |       |       |       |       |

### 放送局
| 放送期間                | 放送時間                     | 放送局       | 対象地域 | 備考                                            |
| ----------------------- | ---------------------------- | ------------ | -------- | ----------------------------------------------- |
| 2021年4月10日 - 6月26日 | 土曜 21:00 - 21:30           | AT-X         | 日本全域 | 製作参加 / CS放送 / 字幕放送 / リピート放送あり |
|                         | 土曜 22:00 - 22:30           | TOKYO MX     | 東京都   |                                                 |
|                         |                              | BS11         | 日本全域 | 製作参加 / BS放送 / 『ANIME+』枠                |
|                         | 土曜 22:30 - 23:00           | サンテレビ   | 兵庫県   |                                                 |
|                         | 土曜 23:00 - 23:30           | KBS京都      | 京都府   |                                                 |
| 2021年4月13日 - 6月29日 | 火曜 1:20 - 1:50（月曜深夜） | 北海道テレビ | 北海道   |                                                 |
| 2021年4月22日 - 7月8日  | 木曜 1:18 - 1:48（水曜深夜） | 長崎文化放送 | 長崎県   | 『あに。』枠                                    |

| 配信開始日    | 配信時間                   | 配信サイト |
| ------------- | -------------------------- | --- |
| 2021年4月10日 | 土曜 22:00 - 22:30         | ABEMA |
| 2021年4月15日 | 木曜 0:00（水曜深夜） 更新 | dアニメストア Amazon Prime Video U-NEXT アニメ放題 GYAO! FOD バンダイチャンネル Hulu J:COMオンデマンド TELASA auスマートパスプレミアム milplus ひかりTV HAPPY!動画 Google Play ニコニコチャンネル ビデオマーケット |
|               | 木曜 23:00 - 23:30         | ニコニコ生放送 |

| 放送期間                | 放送時間                     | 放送局       | 対象地域 | 備考                                            |
| ----------------------- | ---------------------------- | ------------ | -------- | ----------------------------------------------- |
| 2025年4月5日 - 6月21日  | 土曜 21:30 - 22:00           | AT-X         | 日本全域 | 製作参加 / CS放送 / 字幕放送 / リピート放送あり |
|                         | 土曜 22:00 - 22:30           | TOKYO MX     | 東京都   |                                                 |
|                         |                              | BS11         | 日本全域 | 製作参加 / BS放送 / 『ANIME+』枠                |
|                         | 土曜 22:30 - 23:00           | サンテレビ   | 兵庫県   |                                                 |
| 2025年4月8日 - 6月24日  | 火曜 1:15 - 1:45（月曜深夜） | 新潟テレビ21 | 新潟県   |                                                 |
|                         | 火曜 2:20 - 2:50（月曜深夜） | 北海道テレビ | 北海道   | 『アニメな時間』枠                              |
| 2025年4月10日 - 6月26日 | 木曜 23:00 - 23:30           | とちぎテレビ | 栃木県   |                                                 |
| 2025年4月18日 -         | 金曜 1:18 - 1:50（木曜深夜） | 長崎文化放送 | 長崎県   | 『あに。』枠                                    |
| 2025年5月11日 -         | 日曜 2:30 - 3:00（土曜深夜） | 北陸朝日放送 | 石川県   |                                                 |

| 配信開始日    | 配信時間                           | 配信サイト |
| ------------- | ---------------------------------- | --- |
| 2025年4月5日  | 土曜 22:00 - 22:30                 | ABEMA |
| 2025年4月10日 | 金曜 0:00（木曜深夜） 以降順次更新 | バンダイチャンネル Hulu TELASA J:COM STREAM milplus Amazon Prime Video U-NEXT アニメ放題 ニコニコチャンネル ニコニコ生放送 FOD Netflix Lemino DMM TV Disney+ アニメタイムズ dアニメストア YouTube （レンタル） |

### BD
| 巻 | 発売日        | 収録話         | 規格品番  |
| -- | ------------- | -------------- | --------- |
| 上 | 2021年6月30日 | 第1話 - 第6話  | COXC-1218 |
| 下 | 2021年7月28日 | 第7話 - 第12話 | COXC-1219 |

| 巻  | 発売日        | 収録話         | 規格品番    |
| --- | ------------- | -------------- | ----------- |
| BOX | 2025年6月25日 | 第1話 - 第12話 | COXC-1384/5 |

### Webラジオ
ライカ役の本渡楓とファルファ役の千本木彩花による約1分のWebラジオ『スライム倒して300分、知らないうちに300分話してました』が、2020年10月8日より公式TwitterおよびYouTubeチャンネルで毎日配信。特番を含め合計300分が配信された。略称は「スライム倒して300分」で、タイトルコールも基本的にはこちらで行われる。

### プロモーション展開
プロモーション展開の一環として、2021年5月24日より本作品を放送している北海道テレビ放送（HTB）のマスコットキャラクター・onちゃんとのコラボレーションを行っている。原作でイラストを手がけている紅緒によるアズサ・ロザリー・onちゃんの描き下ろしイラストがアニメ公式サイトで公開され、キャラクター公式サイト「onちゃんワールド」でも期間限定トップバナーとして用いられているほか、ロザリー役の杉山里穂によるコメントやメッセージ動画も公開されている。
また第2期放送に先駆け、『邪神ちゃんドロップキックX』とのコラボが2024年6月2日に発表された。コラボ企画第1弾として本作品キャラクター原案の紅緒が書き下ろしたコラボイラストが公開され、第2弾として本作品原作者の森田季節が脚本を担当するコラボボイスドラマの制作を発表、同年9月23日に公開された。
第2期では西原商会のグループ会社、西通りプリンが発売しているティラミスとのコラボレーションとして、直営店や催事出店、オンラインストアで購入した際に記念カードが付くキャンペーンを行ったほか、第3話ではプロダクトプレイスメントでティラミスが劇中に登場した。西原商会自体もオンラインストアのテレビCMを出稿している。

## ゲーム
CTWが、自社のブラウザゲームプラットフォームのG123にてスマートフォン・タブレット・パソコン用に、『スライム倒して300年、知らないうちにレベルMAXになってました ウィッチクラフト』を2025年7月11日よりサービス開始。ジャンルはぐだふわバトルRPGで、基本プレイ無料のアイテム課金制となっている。